# Степа Степановић
Степан Степановић — Степа (Кумодраж код Београда, 28. фебруар/11. март 1856 — Чачак, 27. април 1929) био је српски и југословенски војвода.
Учесник је српско-турских ратова (1876—1878), као питомац-наредник, касније потпоручник.
У периоду између битака код Сливнице и код Куманова, обављао је дужности команданта батаљона, пука, бригаде, дивизије и помоћника начелника Главног ђенералштаба. Два пута био је и министар војни. У том периоду Српска војска је у организационом, стручном, материјалном и моралном погледу била добро припремљена за предстојеће ратове. У Првом балканском рату (1912—1913) командовао је Другом армијом.
У Другом балканском рату, армија под Степином командом пожртвовано је бранила нишавску зону са утврђеним логором у Пироту. Када је почео Први светски рат, као заступник одсутног начелника Штаба Врховне команде Радомира Путника, руководио је мобилизацијом и концентрацијом Српске војске. После Путниковог повратка у земљу, поново преузима дужност команданта Друге армије и са њеним главним снагама изводи марш-маневар преко Коцељеве и Текериша. У ноћном нападу, на источним падинама Цера, поразио је 21. дивизију аустроугарског 8. корпуса чиме је омогућио победу Срба у Церској бици. За ту савезничку победу над Централним силама, 20. августа 1914. године, унапређен је у чин војводе.
Његова армија је у бици на Дрини пожртвовано бранила Мачву, успешно одбијала више концентричних напада надмоћнијих аустроугарских снага, приковала Поћорекову Пету армију за обале Дрине и Саве и месецима исцрпљивала и трошила њене снаге.
У Колубарској бици (од 16. новембра до 15. децембра 1914), Друга армија је на десној обали Колубаре најпре зауставила непријатељски напад, а затим учествовала у маневарским подухватима војводе Радомира Путника и генерала Живојина Мишића, што је довело до слома аустроугарске Балканске војске.
За време инвазије на Србију у јесен 1915. године, Степановићева армија је заједно са Тимочком војском, осујетила покушај бугарске Прве армије да кроз нишавску зону продре у позадину главних снага Српске војске ангажоване на северном фронту и тиме умногоме допринела пропадању Макензенових планова о брзом окружењу и уништењу Српске војске. Иако је имао значајну улогу у реорганизацији Српске војске на Крфу и њеним првим успесима на фронту код Горничева, на Кајмакчалану и око Битоља, највећи успех везан је за пробој солунског фронта и избацивање Бугарске из рата.
Војници Степановићеве Друге армије су у јаком налету пробиле непријатељски утврђени фронт на Добром пољу и Козјаку и заједно са Првом армијом и савезничким снагама, без предаха, гониле разбијене бугарске и немачке трупе све док, 29. септембра 1918. године, нису принудиле Бугарску на капитулацију и отвориле пут за коначно ослобођење Србије. Та вешто изведена операција и прва савезничка победа, коју је извојевала српска војска у Церској бици, уврстиле су га у ред највећих војсковођа Првог светског рата и српске ратне историје.

## Рано детињство (1856—1866)
Степа Степановић је рођен 28. фебруара/11. марта 1856. године у селу Кумодраж код Београда, а родитељи су му били Иван Степановић и Радојка (рођена Николић). Био је трећи син, а четврто дете по реду. Име је добио по свом деди Степану, по коме је цела његова породица названа Степановић. Деда Степан је приликом уписивања породичних презимена током 1831. и 1832. године, уписан под презименом Тодоровић, по свом оцу Тодору, Степином прадеди.
Постоје две предања о пореклу ове породице.
Прво предање, које је вероватније, преци војводе Степановића су пореклом из Лесковца или Пирота у Јужној Србији досељени у Кумодраж крајем 17. века. Друго гласи да су се Степановићеви преци, који су се звали Живановићи, доселили из Босне и Лике.
Његова мајка Радојка имала је, због кућних и пољских послова, врло мало времена за њега и често би га остављала кући са својом свекрвом да се о њему стара. Степа је о свом раном детињству ово рекао:
Када би ме мати упртила на леђа и носила на њиву, ја бих се толико драо и ударао ногама у пртачи, да би ми ноге биле све крваве од трења док смо стигли на њиву. Мати није имала време да се бави око мене и мојих ногу, већ би ме тако оставила и ране би пролазиле саме од себе.
Када је мало порастао, Степановићу су дали да чува стоку. Једном га је неки млади неукротив бик закачио рогом по трбуху и распорио га. Степу је спасила стрина која га је пришила иглом и концем, па се тако опоравио за десетак дана.

## Школовање (1866—1876)
Трогодишњу основну школу Степановић је завршио у Кумодражу. Гимназију је похађао у Капетан-Мишином здању у Београду. Да би похађао гимназију морао је често да служи богатије београдске породице. Прву годину је положио са добрим успехом, а остале разреде са врло добрим успехом. Септембра 1874. године, када је требало да упише шести разред гимназије, Степановић се уписао у XI класу Артиљеријске школе, без полагања пријемног испита као 14. у рангу. Пријемни није полагао, јер сви ученици који су завршили 5. разреда у гимназији били су ослобођени полагања пријемног испита. Ова класа је укупно имала 29 питомаца.
Артиљеријска школа је у то време имала више технички карактер, тако да се посебна пажња посвећивала математичким предметима у којима Степановић није био добар. Нису му ишли ни страни језици, мада се користио руском и француском литературом. После избијања Херцеговачког устанка, Кнежевина Србија почиње да се ратно припрема. Артиљеријска школа је прилагодила свој програм рада на практичну борбену обуку.
Септембра 1875. Степа Степановић, заједно са свим питомцима добија чин каплара, а у мају 1876. после завршеног испита добија чин поднаредника. Јуна 1876. године, после избијања Српског-турског рата, цела XI класа добија нареднички чин и упућује се на фронт. Тиме се њихово школовање привремено прекида.

## Први српско-турски рат (1876—1877)
Дана 14. маја 1876. године стиже у Крагујевац. Додељена му је дужност ордонанса у штабу Шумадијске дивизије, под командом пуковника Љубомира Узун-Мирковића. Његов задатак је био да хитно преноси заповести команданата. Шумадијска дивизија је била део главнине Моравске војске, али се после измене операцијских планова, разбила на више колона. Степановић је био у колони Узун-Мирковића, која је кренула да помогне Књажевачкој војсци да освоји Бабину главу и Белу Паланку, све у циљу спречавања доласка турских појачања у Ниш. Књажевачка војска је успела да освоји Бабину главу, а Степа Степановић је био запажен од стране свог команданта речима да је био „врло вредан и да је добро јахао”.
Међутим, турска војска је покренула офанзиву на колону Узун-Мирковића, а он је не чекавши да се сукоби са њима, повукао своје војнике у Пандирало код Периша. Турци су 19. јула напали пандрилски положај и имали доста успеха у томе. Због страха да би могли изгубити битку, српски официри су се активно укључили у борбу (заједно са њима и Степановић). Раме уз раме са обичним војницима су бранили положај, што је довело до подизања морала војника и преокрета тока битке. На Степановића је ово искуство доста утицало и касније га је користио како би подигао морал својих трупа.
Након пада Књажевца, Шумадијска дивизија (у којој је био Степановић) стиже из Делиграда у Соко Бању, како би спречила продор Турака у долину Мораве. У Соко Бањи српски војници су се прегруписали у четири корпуса. Степановић је премештен у штаб тек именованог пуковника Ђуре Хорватовића, команданта Четвртог корпуса стационираног у Соко Бањи.
Четврти корпус је 31. августа одмарширао преко Курилова, избио до Виника и напао положај непријатеља. Међутим морао је да крене према Делиграду и у исти стигао 7. септембра. Са Турцима су се српске снаге суочиле 11. септембра у бици код Кревета. Четврти корпус је имао истакнуту улогу, али је био немоћан да натера Турке у бег, јер је имао сувише широк фронт. Битка се завршила без победника.
Примирје је наступило 1. новембра 1876. године. Указом 1. децембра исте године, Степа Степановић је за изузетну испољену храброст одликован Златном медаљом за храброст. Унапређен је у чин пешадијског потпоручника, а 13. фебруара 1877. постао је командир вода 3. чете Трећег батаљона стајаће војске.

## Други српско-турски рат (1877—1878)
У Другом српско-турском рату Степа Степановић је имао запажену улогу приликом заузимања Пирота. Наиме генерал Белимарковић није успео првобитно да заузме град на јуриш, јер су Турци утврдили две тачке Нишор и Будин дел. Да би прошао кроз те две тачке Белимарковић је формирао посебан одред од 300 изабраних војника који ће да преко села Доброг Дола извести напад у зору на леви бок Нишора. За команданта овог одреда је изабран потпоручник Степа Степановић.
У ноћи између 26. и 27. септембра Степин одред непримећено обилази утврђени Нишор и заузима Мали врх. Када је ујутру 27. септембра започео општи напад на Нишор, његов одред отвара пушчану и артиљеријску на десни бок Нишора. То је унело забуну у Турске редове који су се нашли опкољеним. Један војник Степановићевог одреда је ово изјавио после борбе:
Држим да се не варам ако кажем да је ова наша експедиција нанела главни удар турском положају на Нишору и да је у вези са операцијом Тимочана решила судбину Пирота.
За овај успех Степановић је одликован Орденом Светог Станислава III степена с мачевима и пантљиком. Од свих одликовања које је добио у војничкој каријери, овај му је био најомиљенији због тога што је „први улетео у турски ров на челу обилазног одреда”.
Трећег децембра Шумадијски корпус креће из Пирота ка Нишу у два ешалона. На овом маршу Степа Степановић је био командант корпусне побочнице која се кретала преко Суве планине. Под командом је имао полубатаљон пешака и нешто коњаника. Овај марш је био веома тежак, јер је терен био лош због зиме. Сећајући се касније овог марша Степа је рекао да му је био то најтежи задатак у овом рату. Успео је да све војнике доведе здраве и способне за борбу.
Двадесет трећег јануара 1878. Врховна команда издаје наређење да Тимочки и Моравски корпус крену долином Топлице и Пусте реке према Приштини, а Шумадијски корпус добија задатак да заузме Врање. Очистивши Грделичку клисуру од непријатеља, Шумадијски корпус започиње припреме за напад на Врање. Степа 25. јануара формира добровољачку чету из Крагујевачке бригаде. Њен задатак је био да оде у Пољаницу и да од локалних Срба формира батаљон који би био наоружан пушкама спредњачама.

## Период мира (1878—1885)
По завршетку рата Степановић похађа накнадни двогодишњи курс на Војној академији, како би завршио школовање. Курс је завршио 1880. године. Септембра 1880. године по личној жељи распоређен је на службу у Крагујевцу. Тамо је био водни официр у Другој чети 5. батаљона стајаће војске. Октобра 1880. је премештен за водника у Прву чету истог батаљона.
У Крагујевцу је упознао своју будућу супругу Јелену (1861—1943), ћерку начелника крагујевачког среза Велислава Милановића. Он и Јелена су се венчали 25. јула 1881. године. Следеће године 21. априла 1882. године родила му се прва ћерка Милица, а наредне године и друга ћерка Даница. Обе кћерке удале су се за официре — Милица за санитетског потпоручника др Крсту Драгомировића (1874—1928), а Даница за капетана прве класе Јовицу Јовичића. Његов други зет је у војсци Краљевини Југославији напредовао до чина дивизијског генерала.
У првој службеној оцени о његовом раду (последњи квартал 1880), које је саставила трочлана комисија Степановић је добио све похвале:
Бистар. Даровитост показује у општој, а посебно историји српског народа. Карактера чврстог и предузимљивог, нарави доста бујне. Лако схвата и брзо се решава на дело (акцију) са добрим резултатима. Здрав, снажан, окретан и за практичну службу способан. Стрелац, јахач, пливач врло добар. По потреби може самостално да управља четом, зна врло добро и има начина да их на млађе пренесе. У осталим службеним правилима такође добар; за администрацију и вођење новчаних књига такође употребљив. Службу врши ревносно. Према млађима је строг и справедљив, према равнима дружеван, а према старијима смотрен и врло учтив.
Првог септембра 1882. унапређен је у пешачког поручника и постављен је за водног официра у Ужицу. У Ужицу је остао до 13. фебруара 1883. када се опет враћа у Крагујевац. Вративши се у Крагујевац унапређен је у чин војног ађутанта Шумадијског пешадијског пука.
У Србији су исте те године у гимназијске програме уврштене и војничке вежбе. Тада је Степановић био одређен за наставника војног вежбања у Првој крагујевачкој гимназији. Ову службу је вршио до краја 1884. године, а затим по повратку из српско-бугарског рата до краја новембра 1886.

## Српско-бугарски рат (1885)
Током битке код Сливнице, Шумадијска дивизија (у којој је био Степановић) је напала село Врапче и принудила је Бугаре на повлачење. Степановић је учествовао у бици као командир 1. чете 2. батаљона. У извештају који је поднео команданту 12. пешадијског пука види се да је мало пажње било посвећивано координацији између дивизија, пукова, батаљона, па чак и чета.
Степановић је неки дан касније постао командант Првог батаљона 12. пука и заједно је са пуковником Биничким и његовом Шумадијском дивизијом жестоко напао ослабљени бугарски центар на Сливници. Бугари су одмах почели да се повлаче, а Срби су заузели безимену косу код села Алдомироваца. Ово је био једини битни успех који је српска постигла трећег дана на Сливници. Степановић је био веома задовољан својим војницима и у извештају је записао:
Држање војника у овој борби може се рећи да је било сјајно, јер кроз унакрсну ватру на чистини, без икаквог заклона, показаше дивну издржљивост. Држање официра је такође за похвалу, како у погледу храбрости, тако и у присебном руковођењу трупом.
Деветнаестог новембра краљ Милан је наредио опште повлачење према Пироту, јер је добио нетачни извештај да су Бугари разбили један батаљон код села Височке Ржане и да обилазе српско лево крило. Три дана касније бугарска војска је кренула према Пироту и извршила концентричан напад на Нешков вис, положај који затвара пиротску котлину. Положај је бранио 12. пук, који је морао да одступи. Одступање је било у нереду, као што можемо да видимо из Степановићевог извештаја:
...а ја продужих према бојници одакле су густи ројеви наших трупа узмицали назад. Никакви напори старешина нису их могли вратити назад. За њима су следили гушће гомиле, па онда цела она смешна маса, која је потискивала и гурала официре који су покушали да их зауставе.

## Успон (1886—1903)
По завршетку рата Степа Степановић се вратио у Крагујевац, где је остао до средине новембра 1886. године. Крајем 1886. положио је испит за чин пешадијског капетана II класе. Тамо је обављао дужност командира чете у 10. пуку. Од 22. новембра 1886. до 22. октобра 1888. био је приправник у Главном ђенералштабу. Крајем септембра 1888. одржан је састанак Ђенералштабне комисије на коме је констатовано „да је капетан II класе г. Степановић показао довољно спреме и енергије и дао доказа да има услова за ђенералштабну службу“. Затим су додали: „Стога му ваља одобрити да још ове зиме може полагати испит за чин ђенералштабног капетана (I класе)“.
У марту 1889. године пријавио се за испит, а комисија му је 2. априла дала дозволу да почне са полагањем испита 8. априла. Од 2. до 6. априла је полагао теоријски део испита из дванаест предмета, а од практичног дела испита је ослобођен, јер је на генералштабном путовању и задацима добио врло добру оцену. Уочи испита је био одређен за начелника Штаба Дринске дивизијске области, па је одмах по завршетку испита отпутовао у Ваљево на службу. У чина генералштабног капетана I класе је унапређен 17. априла 1889. године.

„Душа нам је на нос излазила, али шта смо могли да учинимо када је Степа био увек први у касарни, а последњи одлазио из касарне; сваки ручак и вечеру је лично пробавао, а тешко куварима, и свима, ако јело није било укусно. Јесте тражио је од нас много, али је давао све. Војнике је пазио и чувао иако их је јурио као душмане. Ми смо га врло ценили и поштовали и волели смо да од њега научимо, али смо ипак једва чекали да испуни годину дана командовања и да буде премештен.“

Речи пензионисаног генерала, који је био водни официр у Пожеги.
У пролеће 1892. године изашао је на испит за чин генералштабног мајора у исто време кад и Милутин Милановић и Живојин Мишић, а председник комисије је био Радомир Путник. Испит је полагао од 29. марта до 15. априла и успешно га завршио. Степановић је 13. септембра 1892. постављен за команданта 5. батаљона у Пожеги. За време службовања у Пожеги унапређен је 8. маја 1893. у чин генералштабног мајора, а 14. августа је опет премештен у Ваљево и постављен за начелника Штаба Дринске дивизијске области. Ту дужност је обављао до 20. октобра 1895. када је премештен у Београд.
У Београду је пет месеци обављао дужност команданта 7. батаљона, а затим је постављен за шефа генералштабног одсека у Министарству војном. Постао је хонорарни професор ратне историје на вишем курсу Војне академије. Затим је 30. марта 1897. године постављен за вршиоца дужности команданта 6. пешадијског пука у Београду. Унапређен је 11. маја исте године у чин генералштабног потпуковника и два дана касније постављен је за команданта 6. пешадијског пука. Начелник Ђенералштабног одељења Команде активне војске постао је 27. октобра 1898. године.

На овој функцији је остао до 15. марта 1899. године, када је премештен на рад у Министарство војно и постављен за начелника Општевојног одељења. Иако није био одушевљен канцеларијским послом, оставио је велики утисак у министарству, где су га упамтили као некога ко је веома строг и тачан. Премештен је опет у Ваљево 17. августа 1900. године и постављен је на место команданта пешадијске бригаде Дринске дивизије. Због неспоразума је 11. новембра исте године премештен у Зајечар и постављен за команданта пешадијске бригаде Тимочке дивизије. Овом позицијом је био задовољан, јер је изјавио: 
Трупа је за официра што и вода за рибу, а нарочито за генералштабног официра. Ту он може да покаже шта зна и да покаже резултате. Канцеларија убија дух, исцрпљује снагу и претвара човека у механизам.
Међутим већ 18. августа 1901. године био је унапређен у чин генералштабног пуковника, а 11. новембра био је одређен за помоћника начелника Штаба Команде активне војске. На том положају је остао до 15. децембра 1902. године и затим постављен за помоћника начелника Главног ђенералштаба. Краљ Александар Обреновић га је 22. фебруара 1903. одликовао Таковским крстом II степена. На овом положају је остао до Мајског преврата. У овом периоду је по други пут био изабран за хонорарног професора историје ратне вештине на Вишој школи, где је предавао Наполеонове ратове 1796. и 1805. године и уређивао војни часопис „Ратник“.

## Промене на престолу и Подофицирска контразавера (1903—1907)
Промена на престолу није утицала на Степину каријеру, али је тешко преживљавао сукобе у официрском кору. Он је 1906. године добио унука и изјавио је „да му је то био једини ведар и сунчан дан на тмурном небу данашњице“. После преврата постављан је за начелника општег одељења у Министарству војном, а затим је постављен на дужност команданта Шумадијске дивизије. Због овог постављања неки историчари су сматрали да је Степановић био наклоњен завереницима, док су га истовремено други сврставали у противника завере, и ако је сам Степа истицао да није био на ниједној страни.
Краљ Петар I Карађорђевић га је 29. јуна (12. јула) 1904. одликовао Карађорђевом звездом III степена. После преврата положај Србије у Европи се погоршао, а истовремено је букнуо и Илинденски устанак у Македонији. Све то је навело српску владу да крене са припремама за рат. Степа се као командант Шумадијске дивизије угледао на генерала Ђуру Хорватовића и завео гвоздену дисциплину пруског дрила. Кажњавао је сваку неправилност, нетачност, повреде правила и прописа, као и заплену државне имовине.
У пролеће 1906. године у Крагујевцу је дошло до Подофицирске контразавере. Неки историчари сматрају да је ту контразаверу изазвао Степановић због своје строгости. Око тридесетак официра крагујевачког гарнизона су планирали да преузму неколико зграда у Крагујевцу и да ухапсе Степановића. Међутим завера је откривена 30. априла 1906. године и Степановић је ухапсио 31 особу, а хапсио би и даље да га није спречио тадашњи министар војни генерал Радомир Путник.
Крагујевачка контразавера је дубоко потресла Степу Степановића, мада је и сам био делом одговоран. Он је изјавио:
То је болна тачка целе моје каријере. Ја сам у животу имао много тешких ствари, гутао сам и неправду и непризнавање, вређали су ме и омаловажавали, али ме ниједна ствар није толико дирнула као та. Жао ми је оних јадних младих људи, заведених од несавесних или егзалтираних шпекуланата, јер им је уништена каријера у војсци, где би можда били од велике користи и за народ и за отаџбину. Али, ја ту нисам могао ништа помоћи.

## Припреме за рат (1907—1912)
Степа Степановић је унапређен у чин генерала 29. јуна 1907. године, али је и даље остао на дужности команданта Шумадијске дивизијске области. После афере Новаковић и топовског питања Никола Пашић је образовао нову владу без генерала Радомира Путника, па је 12. априла 1908. године за министра војног постављен Степа Степановић, док је Путник примио дужност начелника Главног ђенералштаба. За време његовог мандата Степановић је кренуо са снабдевањем војске новим наоружањем, као и преправком старих пушака система маузер-кока, као и набавком митраљеза. Такође једна од његових одлука била је да Србија набави нову артиљерију у Француској.
Приликом набавке митраљеза Степановић је био веома конзервативан, јер је пуковник Влајић, који је радио у Степановићевом кабинету, касније причао:
Муке сам имао са набавком митраљеза. Ово ново оружје, којем су све војске биле наоружане, требало је увести у војсци и ја сам настојао да набавим извесну количину за сваки пук, али министар Степа рече ми једног дана: „Волим ја више један вод стрелаца, него те твоје митраљезе. Немој ми, молим те, ту поповати како може један митраљез читав вод пешака“.
Почетком октобра 1908. године у Бечу је донесен указ цара Франца Јозефа о анексији Босне и Херцеговине, што је изазвало масовне демонстрације у Србији и Црној Гори. Широке народне масе су биле за предузимање ратних корака ка Босни, али је Степановић као министар војни, уверавао владу и скупштину да земља и војска нису спремне за рат и да теба предузети темељите дипломатске, финансијске и војне припреме.
Овај његов став је изазвао салве критика са разних страна, чак и у штампи. Због тога је почетком 1909. године разрешен дужности министра војног и стављен на расположење. Као министар на расположењу активно је током 1909. сарађивао са Путником на припреми војске за рат. Почетком 1910. године постављен је за команданта Моравске дивизијске области, и ово његово постављање је много допринело да Моравска дивизија спремно дочека рат захваљујући његовом искуству и радном ентузијазму.“
Почетком марта 1911. године Степа Степановић је поново примио дужност министра војног. Убрзо потом збио се један догађај, који је изазвао сумњу код престолонаследника Александра Карађорђевића да је Степановић симпатизер Драгутина Димитријевића Аписа. Наиме престолонаследник је једном приликом чуо да Апис у ствари никада није био пријатељ Карађорђевића већ да је био за то, да се на српски престо треба довести неки страни принц. Чувши ово престолонаследник је позвао Аписа у Главни ђенералштаб и тамо му је сручио читаву бујицу грдњи. Апис је саслушавши мирно принца Александра и затим енергично рекао:
Да! А шта сте ви мислили? Зар смо ми ставили главу у торбу да би се вас двојица свађали и отимали око престола као какве играчке. Варате се! Ми смо у стању да и по други пут ставимо главу у торбу.
Чувши ово престолонаследник је одјурио право министру војном генералу Степи Степановићу и затражио је да се Апис и генералштабни мајор Милан Миловановић Пилац преместе из Београда. Степановић му је одговорио „да захтев не спада у компетенцију престолонаследника, али да ће о томе реферисати краљу, па како краљ одлучи“. Незадовољан оваквим ставом Степановића, престолонаследник је отишао у своју канцеларију и написао оставку краљу на месту положаја Врховног инспектора војске. Међутим краљ га је сутра позвао и поцепао оставку.
Када је по други пут Степа Степановић постао министар војни, власт Краљевине Србије је увидела да се води борба хришћанског становништва у Турској и да велике силе све више теже ка томе да поделе Балкан. Због тога је Србија са осталим балканским земљама склопила низ одбрамбених споразума и тако створила Балкански савез, чији је циљ био протеривање Турске из Европе. У то време у Главном генералштабу су се развијали планови мобилизације, концентрације и стратегијског развоја српске војске у рату против Турске. Креатор свих тих планова био је начелник Главног генералштаба Радомир Путник, заједно са генералом Степом Степановићем и пуковником Живојином Мишићем. То је довело до тога да српска војска спремна дочека рат са Турском.
Уочи рата, у јесен 1912. године, влада Милована Миловановића је поднела оставку. После смрти Милована Миловановића, владу је формирао Марко Трифковић, али са Радомиром Путником као министром војним.

## Први балкански рат (1912—1913)

### Прве операције
Са почетком Првог балканског рата Степа Степановић је постао командант Друге (савезничке) армије. Армија је имала око 60.000 људи и 84 оруђа и била је концентрисана у рејону Ћустендил-Дупница. Њу су чиниле Тимочка дивизија првог позива и бугарска Седма рилска дивизија. Имала је задатак да дејствује у бок и позадину турских снага испред српске Прве армије.
Обавештавајући српске трупе да је Седма рилска дивизија ушла у састав армије Степановић је обавештење завршио речима:
Ја с поуздањем гледам на наш будући рад и тврдо верујем у успех, јер толико векова раздвојена, а сад збратимљена и загрљена најрођенија браћа Срби и Бугари представљају неодољиву силу, која ће порушити све препоне и извршити ослобођење досад подјармљене браће.
У ствари бугарска дивизија је само формално била под командом генерала Степановића, а праве задатке добијала је директно од бугарске Врховне команде. Наиме дивизија је имала задатак да штити правац из долине Струме преко Дупнице ка Софији, све док српска војска не разбије Турке. Затим би се бугарска дивизија највећом брзином упутила ка Солуну и освојила тај град пре Срба и Грка.
Генерал Путник је 17. октобра 1912. обавестио генерала Степановића да је објављен рат Турској и наредио му да се Друга армија приближи турској граници, али да је не прелази до даљег. Међутим истог дана бугарска Врховна команда је команданту Седме рилске дивизије генералу Тодорову наредила да ујутру пређе границу и отпочне напад ка Царевом Селу и Горњој Џумаји, које је извршавајући наређење у енергичном налету успела да заузме. Одмах после тог успеха Степа Степановић им је упутио срдачну честитку: „Ура хероји Седме дивизије!“
У току 18. октобра Тимочка дивизија је посела положаје позади бугарско-турске границе са главнином и помоћном колоном правцем Рујен-Црни врх, а 19. октобра по наређењу Степе Степановића заузела Црни врх. На заповест Врховне команде, 21. октобра Тимочка дивизија је прешла границу и отпочела офанзиву ка Куманову. Необавештен да је 1. батаљон 13. пука, којим је командовао мајор Добросав Миленковић, већ заузео Криву Паланку без борбе, Степановић је наредио да се сви неопходни маневри предузму за заузимање вароши. Тиме је изгубљено доста времена, али је већи део дивизије успео да прође кроз криворечку клисуру у току дана, без отпора непријатеља.
У раним поподневним часовима коњички пук је започео борбу пешке 5-6 km испред Страцина. Затим је командант 13. пука увео 1. и 3. батаљон у борбу чиме су Турци кренули да се повлаче. У 8 часова увече Страцин је заузет и тиме је отворен пут ка Куманову. Међутим командант дивизије није обавестио генерала Степановића да је Страцин заузет, па је Степановић наредио да се 22. октобра „заузме“ Страцин чиме је изгубљено доста времена. Ипак главнина Тимочке дивизије се тог дана сакупила у Страцину, а затим је успостављена веза између Прве и Друге армије.

### Деловања за време Кумановске битке
Пошто није добио никаква обавештења да се непријатељ појачава код Куманова, генерал Степановић је издао заповест Тимочкој дивизији да 23. октобра у 6 часова ујутру предузме марш ка Куманову. Истовремено је упутио заповест Седмој дивизији да крене јачим снагама према Кочанима и да их заузме 23. октобра, а затим да једним делом снага крене ка Штипу. Ујутру је Тимочка дивизија кренула у офанзиву ка Кратову чиме је отпочела Кумановска битка.
Међутим генерал Тодоров је извршавао наређења своје Врховне команде, па је послао само један батаљон са десет батерија да заузму Кочане, које је бранила читава једна дивизија. Степановић је, док се дивизија налазила на маршу, добио обавештење да се од Овчег поља и Кочана према Кратову крећу јаке турске снаге. На основу тога он је наредио команданту Тимочке дивизије да пожури ка Кратову и да га заузме и обезбеди са јужне стране. Међутим стигавши у рејону Кратова, пуковник Кондић је одлучио да је дивизија преморена и да треба да преноћи. Користећи пасивност дивизије, Турци су заузели Црни врх, кога је чувало бугарско комитско одељење и једна чета Срба.
Генералу Степановићу се није свиђао рад обеју дивизија, па је известио Врховну команду. Од команде је добио одговор да 7. дивизија безусловно заузме Кочане, а Тимочка, Црни Врх и да те две дивизије успоставе међусобну везу преко села Стрмоша и Злетова. У међувремену је Степановић добио обавештење да се читавог 23. октобра водила битка код Куманова. Овом вешћу је био изненађен и забринуо га је положај Тимочке дивизије, али је ипак тражио могућност да помогне Првој армији. Наредио је Тимочкој дивизији да 24. октобра заузме Црни врх, али је то тек урађено сутрадан 25. октобра уз тежак отпор Турака.
Сутрадан Врховна команда је обавестила генерала Степановића да је на молбу бугарске владе одлучено да се Тимочка дивизија одмах стави на њихово располагање, с'тим да и даље „управља покретима Тимочког пука на Црном врху и 7. рилском дивизијом“. Одмах је ставио на располагање 14. пук под команду 7. дивизије и наредио је генералу Тодорову да главне снаге упути ка ушћу Брегалнице, како би спречила одступницу турским снагама према Прилепу, а затим је затражио одобрење да из Криве Паланке пређе у Штип како би лакше управљао операцијом.
Међутим стигавши у Кратово од генерала Тодорова је добио депешу у коме га обавештава да је добио наређење своје Врховне команде да своје снаге усмери ка Серезу и Демир Хисару и да се дивизија већ налази у покрету. Српском 14. пуку је наредио да се пребаци у Радовиште. Након овога се Степановић вратио у Криву Паланку да припреми трупе одређене да иду помоћ Бугарима.

### Опсада Једрена
Генерал Степа Степановић је стигао са својиим штабом у место Мустафа Паша (железничка станица испред Једрена) 6. новембра 1912. године. Одмах се јавио генералу Николи Иванову, врховном команданту бугарске Друге армије и опсадних трупа Једрена. Свој штаб је сместио у Мустафа Паши, где се налазио и штаб генерала Иванова.
Примирје је потписано 3. децембра 1912. Међутим генерал Степановић није дозволио да будност армије попусти. Захтевао је максималну дисциплину и спремност чак и на Бадњи дан. За време примирја Степановић успео да побољша снабдевање његове армије. Бугарска врховна влада је прихватила да снабдева Другу српску армију, али Степановић тим снабдевањем није био задовољан, јер је сматрао да је било врло лоше. Захтевао је да се побољша квалитет хлеба, меса и других артикала. Како није наишао на разумевање код бугарске Врховне команде, Степановић је затражио од српске Врховне команде средства за побољшано снабдевање његове армије, „ради очувања здравља и морала војника“. После темељних двомесечних припрема, 24. марта 1913. године, је почела тродневна битка савезничких армија за освајања Једрена. Тимочка дивизија је тога дана постигла највећи успех. Без подршке артиљерије је заузела цео северни сектор непријатеља за само 45 минута, чиме је навукла највећи део једренске тврђавске артиљерије.
На крају дана одлучено је да се сутра увече, под заштитом мрака савладају противпешадијске препреке и у рану зору предузме јуриш за освајање форова. Бугари су, са источног сектора, започели наступање одмах по изласку месеца од 23,30 часова до 1,30 часова и избили на фору Ајџу-јолу. Турци су се нашли у паници почели да напуштају своје положаје. На фронту Тимочке дивизије, Турске трупе су кренуле у напад како би повратиле положај, али нису имали никакав успех. Генерал Степановић је непосредно пратио ток напада са једног узвишења иза Дунавске дивизије. Никола Аранђеловић, командир армијског телеграфа, је описујући атмосферу у штабу Друге армије између осталог рекао:
Стојећи сам, као кип, ђенерал Степановић се сав пренео у ровове својих сељака и земљака седмопуковаца: Кумодражана, Мокролужана, Авалаца и Космајаца и с времена на вре удари дланом о длан и узвикне: — Браво синци моји, браво соколови моји.
У 5,30 часова, Степановић је наредио српским трупама да крену у одсудан напад у линију фронта, како би олакшали дејствовање бугарских трупа на источном сектору, који је пао око 8 часова. Већ у 8,30 часова двојица турских официра дошла су код 20. пука ради преговора о предаји по налогу Шукри паше. Пошто није добио одговор послао је свог ађутанта у 20. пук с поруком да Шукри-паша жели да о предаји преговара са генералом Степановићем. Степановић је одговорио како он није овлашћен од стране команданта да води преговоре и да за то треба да се обрати генералу Иванову. У међувремену Тимочка дивизија је заузела линију форова, а Дунавска дивизија Папас-тепе. Генерал Степановић се кретао иза предњих дунавских пукова, и у 11 часова био на Бекчитепе, недалеко од Мараша, који је заузео 4. прекобројни пук. у 11,30 часова бугарски официри су дошли у штаб Шукри-паше и он се предао генералу Иванову у 12,15 часова, али се вратио по својој жељи у фор Хадурлук, где су га заробиле сат касније српске трупе.
После пада Једрена генерал Степановић је 27. марта образовао комбинован одред и на челу одреда је свечано умарширао кроз освојени град. Неколико дана касније је наредио да се на Черномену, управо на оном месту где се, према историјским подацима одиграла Маричка битка 1371. године у којој је погинуо краљ Вукашин приреди помен палим херојима. Према писању учесника помен је био упечатљив и потресан за све присутне. Убрзо потом Степановић је започео припреме за транспорт своје армије назад у Србију. Бугарска влада му није дала довољан број возова за транспорт трупа назад у Србију, па је он запретио да ће своју армију пешице провести до Србије, после чега је бугарска влада попустила. Успео је да целу армију пребаци у Србију од 1. априла до 9. маја.

## Други балкански рат (1913)
Стигавши из Једрена у Пирот 18. априла 1913. године, Степановић је добио обавештење од Врховне комадне у коме стоји да припреми сва ратна утврђења у Пироту као и да су му на располагању сви опсадни топови са Једрена. Даље стоји да му одузимају Другу дунавску дивизију, коју су прикључили Првој армији. На крају му је наређено да преузме опрез према бугарској граници.
У духу овог наређења је започео утврђивање пиротског краја. Стара пиротска утврђења искоришћена су као депои и слагалишта, а уместо њих изграђена је нова одбрамбена линија Црни Врх-Војнеговци-Велики Јовановац-Велико Село-Вучје-Басарски камен, по типу ојачане пољске фортификације, а испред ових положаја изграђени су предњи положаји истог типа, али слабије јачине. Имајући у виду значај нишавске долине, Степановић је сву пажњу концентрисао на одбрану пиротског логора, претварајући своју армију у његову посаду. Власотиначки правац и светониколски правац су браниле веома слабе снаге, што је пружало Бугарима шансу да уклеште целу Другу армију. Степановић је чврсто веровао да се српско-бугарски спор неће решити путем преговора.
Његова претпоставка се обистинила неколико дана касније, када је од врховне команде добио наређење да затвори бугарску границу, јер су Бугари прешли у напад целом дужином Злетовске реке. Бугарска 9. дивизија је, 5. јула ујутру, напала Светониколски одред и принудила га на повлачење. Обавештен о овом догађају Степановић је хитно упутио два батаљона и једну пољску батерију као појачање Светониколском одреду, а затим послао начелника штаба Војислава Живановића на угрожено лево крило. Истог дана Степановић је објединио све трупе на светониколском правцу под заједничким називом „Блатобериловачки одред“, чији је задатак био да по сваку цену заустави бугарско надирање. Аналитичари сматрају да је Степановић мислио да светониколским правцем нападају бугарске помоћне трупе. Међутим супротно његовом очекивању помоћне трупе су напале пиротски утврђени логор у циљу везивања главних српских снага.
Следећег дана (6. јула) бугарске снаге су напале српске положаје на Црном врху и Самару и успеле да га освоје. Обавештавајући о овоме Степу Степановића, мајор Јован Цветковић је истицао да је „противник покренуо главнину на Клинчарницу да би обишао Тумбу и извршио бочни напад.“ Генерал Степановић је одговорио да обилазак Тумбе није опасан, јер се положај може бранити са свих страна. После неког времена мајор Цветковић је затражио појачање, јер је сумњао да ће три батаљона трећепозиваца успети да задрже два ојачана бугарска пука. Степановић му је одговорио: „Ви сте имали довољно времена да припремите одбрану. Сад уложите све снаге да га одржите, па макар изгинула сва команда. Мислите на то да и ви имате снагу, а не само непријатељ.“
Ово обавештење је пренето старешинама и војницима 3. пука трећепозивца. То је оставило на њих снажан утисак, јер су сутрадан, 7. јула, упркос инфериорном опремом, трећепозивци су успели да зауставе бугарску пешадију на око 50 корака од српских ровова. Обавештен о овом држању војника, Степановић је упутио честитку мајору Цветковићу:
Пуку и вама најсрдачније честитам јучерашњи успех над непријатељем. Краљ и отаџбина признаће вашу јуначку заслугу, а ја вам од свег срца благодарим на показаном јунаштву и поздрављам вас са узвиком: — Слава погинулима и хвала живим!
Импресиониран продором 9. бугарске дивизије код Калне, он је истог дана, упутио Врховној команди телеграм:
Командант одреда на Кални извештава ме сада да је надмоћношћу Бугара толико притешњен, да има да бира: или одред да пропадне, или да се повуче. Одобрио сам му да се повуче на положај Бабина глава-Орљански камен-Базовички врх-Граниково. Ово је мој последњи потез који сам могао да учиним за обезбеђење моје позадине. Ако се и ту попусти, онда ми је пропаст неизбежна.
Истовремено је затражио појачање од два пешадијска пука и одобрење за евакуацију Пирота. Војвода Путник је упутио 8. јула ујутру телеграм Степановићу у коме га обавештава „да помоћ стиже и да мора да се држе, јер она не може стићи брзо.“ Истовремено је наређен транспорт Дринске и Шумадијске дивизије другог позива из Македоније за Ниш.
Претерана забринутост српске Врховне команде за исход операција на фронту Друге армије, изазвана Степановићевим песимистичким извештајима била је неоснована. Врхунац кризе на левом крилу српске армије очекивао се 8. јула, али се није догодило ништа важније. Бугарска Врховна команда је морала да изда наређење да се офанзива према Пироту, Власини, Књажевцу и Зајечару прекине, због непосредне опасности пребацивања румунске војске преко Дунава. Неки војни аналитичари окривљују Степановића, јер су због његових извештаја Дринска и Шумадијска дивизија извучене из македонског ратишта, баш у тренутку када је Прва армија требало да гони бугарску Четврту армију, чиме јој је омогућено да се повуче на калиманске положаје.
Деснокрилна група бугарске Треће армије која је имала задатак да заузме пиротски утврђени логор, заузела је српске предње положаје и није покушавала да заузме само утврђење. Жестоке борбе су се десиле у ноћи између 10. и 11. јула, када су Срби покушали да поврате положај. Три српске чете које су кренуле на овај положај су биле дочекане јаком пушчаном, митраљеском и артиљеријском ватром. Дубоко потресен извештајима да су трупе овог сектора изгубиле 300. војника, подофицира и официра, Степановић је команданту сектора послао следећу депешу:
Са болом у души примио сам ваш извештај о губицима ноћу 10/11. овог месеца, јер су се могле уштедети те жртве, пошто никаква претња и неодложна потреба није изискивала тако ризичну акцију. Препоручујем убудуће мудрије чување борачке снаге, која има да се сва заложи само тамо где интереси акције буду то неодложно захтевали. У што краћем времену поднећете ми извештај о тој борби.
Међутим пред фронт Друге српске армије се 21. јула појавио бугарски парламентарац и затражио пролаз у Ниш бугарског генерала и руског војног изасланика у Софији, ради преговарања о примирју. Пролаз му је издат истог дана, али је мир закључен тек 31. јула.

## Први светски рат (1914—1918)
Друга армија је демобилисана у августу 1913. године, а Степановић је стављен на располагању министра војске, који га је у априлу 1914. године поставио за представника Комисије за утврђивање граничног фронта према Бугарској. Рано ујутру 29. јуна 1914. године, док је Степановић седео пред кафаном у Бабушници чекајући кафу, уручен му је телеграм који га обавештава да је извршен атентат у Сарајеву на аустроугарског престолонаследника Франца Фердинанда и његову жену Софију Хотек. Садржај телеграма је испричао Комисији и додао:
То ништа не ваља. Дај Боже да Аустрија не баци кривицу на нас. Ако то буде, имаћемо страшан рат, можда европски, или још горе, — а ми се нисмо још ни одморили, а о спреми да и не говорим.
По завршеном послу на граничном фронту Комисија је 23. јула 1914. стигла у Ниш. Те ноћи, Степановића су пробудили у 2 сата ујутру с телеграмским наређењем да одмах отпутује у Крагујевац, где ће заступати начелника штаба Врховне команде до повратка војводе Радомира Путника са лечења. Истовремено му је саопштено да ће сутрадан изаћи указ о општој мобилизацији, а три сата касније Степановић је кренуо у Крагујевац. По доласку у Крагујевац Степановић је примио писмо лично од председника владе и министра иностраних послова Николе Пашића у коме је у кратким цртама анализиран међународни положај Србије. На крају писма му је речено, да је међународна ситуација таква, а српска Врховна команда нека ради како сматра.
Степановић је радио на мобилизацији и концентрацији српске војске с великим тешкоћама. Недостајала су многа материјална средства и војска је имала велики недостатак у муницији. Војска није имала чак ни комплетну одећу, а били су и дислоцирани у новим припојеним областима. Упркос тешкоћама до 10. августа 1914. године све јединице су биле на својим местима, а Степановић је 6. августа 1914. узео комадну Друге армије. Његова армија је била најјача у војсци и њу су чиниле Шумадијска и Моравска дивизија првог позива на простору Аранђеловац-Лазаревац са ојачаном Дунавском дивизијом првог позива код Београда. Степановићев рад у на дужности начелника генералштаба најбоље описује генерал Петар Бојовић:
На тој дужности ја га се добро сећам. Могу рећи да је он у тим моментима, захваљујући својој интелигенцији, познавању прилика и проучавању догађаја, био потпуно свестан великих искушења који долазе. Са срчаношћу која га никада није напуштала, Степа је био одлучан да предузме све мере за пружање енергичног отпора непријатељу. Он је са видовитошћу великог ума и талента предвиђао развој догађаја и умео своје одлуке да спроводи чврсто и брзо, тако да оне буду у пуној мери корисне. Тих дана наша земља имала је неизмерних користи од Степиних особина, као и касније, када је он водио трупе у славне, бесмртне победе.

### Битка на Церу
Обавештена да су Аустро-угари подигли понтонски мост код Шапца, Врховна команда је Степановићу упутила 14. августа депешу: „Прикупите одмах све ваше трупе и заузмите Шабац“. Добивши потпунију слику о кретању непријатеља, Радомир Путник је наредио Степановићу да његова Друга армија изведе веома сложени марш-маневар преко села од Коцељеве ка Текеришу, ради енергичног удара у леви бок непријатељевих снага које су од Лознице и Лешнице долином Јадра надирале ка Ваљеву.
Поступајући по наређењу Врховне команде генерал Степановић је наредио Шумадијској дивизији првог позива да пожури према Шапцу, прихвати тамошње српске делове и са те стране обезбеди десни бок и позадину главних снага Друге армије. Истовремено је упутио Коњичку дивизију у Мачву са задатком да, дејством на простору Шабац-Лешница, контролише простор између главних и помоћних снага Друге армије. Од Моравске дивизије првог позива, Комбиноване дивизије и осталих армијских делова образовао је „Церску ударну групу,“ реди удара у леви бок непријатеља у долини Јадра.
Иако није знао да аустроугарски 8. корпус наступа гребеном Цера и долином Лешнице, Степановић је уочио да масив Цера може имати изузетну важност у предстојећој бици као ослонац за бочно дејство аустроугарских снага које се крећу ка Ваљеву и као баријера за парирање аустроугарског маневра од Шапца и из Мачве. Око подне 15. августа је наредио Комбинованој дивизији која је марширала ка Текеришу, да челни пук са једном пољском батеријом одмах упути преко Парлога на Тројан и Косанин град, највећи врх Цера. Степановић је наређење завршио:
Са дивизијом форсирати марш и што пре, по могућности још ноћас, заузети Косанин град, јер од заузећа тога града зависи целокупна операција, а то ће бити од великог значаја и за следеће наше операције.
Из Комбиноване дивизије ка Тројану, крајњем источном гребену Цера, је упућен 2. прекобројни пук и једна пољска батерија. Тамо је дошло до ноћног судара са главном колоном аустроугарске 21. дивизије, која се кретала истим правцем, али из супротног смера. Овим сукобом је започела Церска битка.
У току ноћи српске трупе су заузеле Малу лисину, Парлог и Велику лисину и натерале Аустроугаре на повлачење ка Тројану. Међутим баш када је су српске трупе напале Борно поље, аустроугарска 9. дивизија је избила из долине Лешнице и напала лево крило Комбиноване дивизије. Командант дивизије генерал Михаило Рашић је наредио повлачење дивизије на нове положаје, јер је због великих губитака и преморености наступила малаксалост код војника. Криза је преброђена тек око 10 часова 16. августа, када је Степановић послао Моравску дивизију првог позива као појачање. Степа је тиме поправио ситуацију на левом крилу Комбиноване дивизије, а затим енергичним нападом Церске ударне групе преузео на гребен Цера и Иверка. Битка се распламсала 16. августа на линији фронта дугим 50 km.
Изјутра 17. августа, Степа Степановић се налазио код Шумадијске дивизије првог позива. Претпостављао је да ће Аустроугари можда убацити нове снаге у рејону Шапца ради преузимања напада ка Текеришу. У том случају би се Друга армија нашла између две аустроугарске Друге и Пете армије. Степановић је хтео личном интервенцијом да ово спречи. Око 16 часова 2. и 5. прекобројни пук Комбиноване дивизије је заузео Тројан. Степановић је чувши ову вест, упутио депешу команданту дивизије:
Примио сам извештај о заузимању Тројановог града на Церу. Усрдно честитам херојима 5. прекобројног пука за то славно дело. Предузмите мере да се тачка осигура од евентуалног напада и послужи као ослонац за даље продирање.
Затим је Шумадијска дивизија првог позива напала двоструко јаче снаге аустроугарског 9. корпуса и успела да их потисне пред сам Шабац. Снажна артиљеријска ватра је успела да сруши понтонски мост код Шапца и унела панику код Аустроугара. Даље напредовање дивизије је било веома отежано ватром тешке артиљерије са леве обале Саве, због тога је Степановић одобрио одлуку команданта дивизије да пређе у одбрану на линији Мишар-Потес-Јевремовац.
Следећег дана (18. августа) аустроугарска војска је кренула у контраофанзиву. Српске трупе, иако вишеструко надјачане, успеле су да зауставе офанзиву и чак крену у офанзиву. На централном фронту Комбинована дивизија и Моравска дивизија првог позива су започеле ујутру заједнички напад. Напад је текао споро и неусклађено, али су ипак натерале Аустроугаре на повлачење. Степановић није био задовољан радом целе Церске ударне групе, јер је пропуштена прилика да се непријатељ потуче до ногу, недовољно енергичним наступањем.
Осетивши да непријатељ попушта, Степа Степановић је преузео 19. августа енергичан напад са Комбинованом и Моравском дивизијом првог позива преко гребена Цера и Иверка, чиме је сломио отпор аустроугарског 8. корпуса, а затим почео да осваја положај за положајем. Десна колона Комбиноване дивизије је освојила сам врх Цера, али услед исцрпљености није могла да гони непријатеља. Лева колона је савладала жилав отпор Аустроугара на Рашуљачи и гонећи их јужном падином Цера. Моравска дивизија првог позива је нападала гребеном Иверка, сломила је отпор 9. дивизије и заједно са левом колоном заузела је око подне Велику главу, а три сата касније и Рајин гроб.
После освајања Рајиног гроба, битка на Церу је завршена. Степа Степановић је указом бр. 1348 од 20. августa 1914. године, због победоносног исхода битке добио чин војводе и тим унапређењем постао је други војвода који је унапређен у тај чин (први је био Радомир Путник 1912. године). Поред унапређења добијао је са свих страна признања и похвале. Степановић је одајући признање трупама између осталог рекао:
У име отаџбине и народа српског, ја који сам имао срећу да командујем у овој бици, изјављујем своју најдубљу захвалност јунацима Друге армије, јунацима који извојеваше ову славну победу и прогнаше непријатеља из отаџбине китећи своје заставе славом која ће сијати док српства траје.

### Сремска офанзива
Радомир Путник је 4. септембра 1914. издао директиву о офанзиви српске војске у Срем, која је требало да отпочне између 4. и 5. септембра 1914. По овој директиви Другој армији (Моравска и Комбинована дивизија првог позива и Тимочка дивизија другог позива) под командом Степе Степановића је добила задатак да са Тимочком дивизијом I позива покуша и по могућству изврши прелаз преко Саве код Сремске Митровице и да са мостобрана помогне акцију Прве армије у Срему, а да са осталим снагама брани десну обалу Дрине од њеног ушћа до Лешнице.
Пола сата по пријему директиве Врховне команде 4. септембра у 23 часа, Степановић је телефоном позвао команданта Тимочке дивизије првог позива генерала Владимира Кондића и наредио му да се дивизија до сванућа 5. септембра спреми за покрет, а да он до 7 часова дође у штаб армије ради пријема наређења. Кондић је стигао у Богатић око 6,30 часова и одмах се јавио Степановићу. Степановић му је затим честитао на лепом задатку, а потом му је предао диспозицију са препоруком да је проучи и да му се јави ако су му потребна објашњења. Кондић је, пошто је проучио диспозицију, известио Степановића да му нису потребна никаква објашњења и да се решио да врши прелаз код Јасенове греде (стражаре Чеврнтије), такође је додао да је наредио трупама да кувају ручак.
Степановић даље пише:
Мада нисам очекивао да ће наређивати кување ручка и тиме одлагати покрет дивизије, ипак сам веровао да је он добро прорачунао да може стићи да изврши прелаз у одређено му време, па му нисам чинио примедбе, већ сам га оставио да ради по свом плану, и он је отишао да изврши задатак.
По пријему армијске заповести генерал Кондић се вратио у Липолист око 9,30 часова и наредио покрет јединица ка рејону село Глушци-Ноћај. Покрет је отпочео око 11 часова. Како је покрет био напоран и слабо организован дошло је до застоја и укрштања колона. Због тога су јединице стигле тек око 22,50 часова, а генерал Кондић је војводи Степановићу упутио депешу у којој говори „да му је част известити га да је учинио све припреме у циљу преласка Саве“ и да ће „преузети снажну демонстрацију ка Сремској Митровици.“ Међутим у то време припреме су још увек трајале и до њиховог завршетка је остало око 5-6 сати, јер је опет због лоше организације развођења јединица дошло до укрштања колона и успоравања покрета, па су десне главне колоне стигле у Чеврнтије тек у 2,30 часова. Тек 6. септембра ујутру је стигао мостовни трем, због тога што су волови боловали од шапа.
Војвода Степа је у Чеврнтију стигао у 8 часова и био је веома изненађен да превожење трупа није почело у одређено време, али „пошто је операција текла врло повољно, он није предузимао ништа да би збунио команданта дивизије у његовом раду и даљим одлукама.“ Степановић је наредио да се бокови мостобрана ојачају са по једном пешадијском четом. На питање Степановића када ће почети подизање моста, одговорио му је: „Сада, док се превезе једна батерија.“ Уверен да упркос закашњењу све ипак тече нормално, Степановић се вратио у штаб армије и обавестио о томе Врховну комадну. Око 13,20 часова Степановић је од Кондића добио депешу у коме стоји „да је изградња моста почела у 12,40 часова, да се јаче борбе воде према Јарку и да је превезено на леву обалу Саве: два пешадијска пука, једна батерија и пионирски полубатаљон“.“
Међутим у стварности било је превезено само 6 батаљона и једна пољска батерија са 3 топа. Због свега овога Степановић је закључио да у Срему нема јачих непријатеља, па због тога није наредио да се обустави превоз и почне са изградњом моста. Међутим Кондићева процена је била погрешна, јер су се у Срему налазили 30 пешадијских батаљона, 5 коњичких ескадрона и 12 батерија.
Први извештај који је наговештавао да ситуација постаје озбиљна, Степановић је добио у 15 часова у коме се каже да је борба пренесена западно од села Јарка и да је започета борба и код Шашинаца, где је појачано дејство Аустроугара. На крају извештаја се наводи да је мост за половину готов. Степановић је још пре пријема овог извештаја послао начелника штаба Војислава Живановића у Чеврнтију, ради пружања подршке команди Тимочке дивизије. Међутим Аустроугари су преузели снажан напад, што је навело српске јединице да попуштају на целом фронту. Једна лажна дојава о појави коњице је успаничила српске војнике, што је изазвало велику гужву код Саве.
Неки војници и рањеници су потрчали ка најближим понтонима, препунили их и преврнувши се почели да се даве. Кондић је известио Степановића да су Аустроугари извршили снажан напад и да је наступила паника, да је „у овом моменту све у реду“. Међутим Степановић је сазнао праву истину од новинара Ђуре Генчића, који је дошавши у Богатић известио Степановића да је покушај форсирања Саве пропао, да се трупе налазе у хаотичном стању и да рањеници запомажу, „али се ништа не предузима да се превезу ни они нити остали делови, јер се командант дивизије сасвим изгубио.“
Тек 7. септембра, око 2 часова, генерал Кондић је обавестио Степановића да форсирање није успело и да се „делови на левој обали налазе у критичној ситуацији“. Живановић је два сата касније обавестио војводу Степановића да „стање трупа на левој обали Саве изгледа безнадежно“. Степановић је примивши ове извештаје, сутрадан упутио један пешадијски и коњички пук, и једну брзометну батерију у нади да се на левој обали Саве српске јединице могу одржати. Међутим истог дана је добио извештај генерала Кондића и сазнао да су све јединице на левој обали Саве заробљене и уништене. На затхев војводе Радомира Путника, он је овај извештај проследио Врховној команди са коментарима о очигледним пропустима и предлогом да се генерал Кондић смени са дужности. Ово је и учињено сутрадан 9. септембра 1914. године. Тиме се завршило најнепријатније поглавље Степановићеве каријере. За неуспех ове операције делом је крив и сам Степановић. Историчари га највише окривљују да је због претеране конспиративности, касно саопштио задатак Тимочкој дивизији, тако да је она започела задатак без нужних техничких припрема.

### Одбрана Мачве
Трупе 5. и 6. армије Аустроугарске 8. септембра 1914. су ујутру после дуге артиљеријске ватре почеле да прелазе преко Саве, доње и средње Дрине. На основу првих извештаја које је Степановић добио од потчињених команданата, дошао је до закључка да главне непријатељеве снаге дејствују у ширем рејону ушћа Дрине. Стога је одлучио да ангажујући армијску резерву енергично нападне пребачене непријатељеве јединице док су још слабе и пребаци их преко Дрине и Саве. Стога је упутио команданту Тимочке дивизије другог позива следећу депешу:
Са вашим трупама крените што журније преко Црне Баре у правцу Парашнице, на коју су се пребациле јаче непријатељске снаге и сада наступају ка Црној Бари. Непријатеља најенергичније нападните и протерајте га преко Саве. Узмите под команду тамошње трупе другог и трећег позива.
Истовремено је наредио команданту Моравске дивизије првог позива да предузме све мере ради паралисања аустроугарских снага у Парашници, док не стигне Тимочка дивизија. Поступајући по Степановићем наређењу српске трупе су енергично напале непријатеља са фронта и бокова, и за мање од пола часа уништиле и заробиле доста непријатељевих снага, а одбрана Моравске дивизије првог позива је била стабилизована. Тимочка дивизија другог позива је напала пребачене трупе аустроугарске 21. дивизије и успела да их одбаци ка Рачанском кључу, а непријатељ се пребацио преко Саве остављајући доста мртвих и гомиле разбацаног оружја.
У међувремену Аустроугарска Шеста армија је била изненађење српској Трећој армији и успела је да је потисне и избије на планинску греду Борања-Јагодња, чиме је озбиљно угрозила комуникацију у долини Јадра. Поред нерационалног почетног груписања снага, командант Треће армије генерал Павле Јуришић Штурм учинио је крупну грешку што је већ првог дана, ангажујући армијску резерву, лишио могућности да успешно парира нове непријатељеве подухвате. Пошто нису успели његови покушаји да прегруписавањем и рокадом снага, заустави продор аустроугарске Шесте армије, интервенисала је врховна команда.
Врховна команда је Степановићу узела Комбиновану дивизију, а његов одбрамбени фронт је повећан на преко сто километара. Непријатељ је обновио напад 13. и 14. септембра и успео је да код Парашнице почне да пребацује војску понтонима. На основу првих непотпуних информација које је Степановић добио, наредио је команданту Моравске дивизије првог позива да ојача одбрану Парашнице снагама са мање угрожених делова фронта и да обезбеди десни бок утврђењем Црне Баре. Такође је рекао да ће један пук Тимочке дивизије првог позива из армијске резерве сместити у Клење, али му је напоменуо да ће моћи да уђе у борбу по његовом одобрењу.
Већ сутрадан 15. септембра на фронту Друге армије распламсале су се огорчене борбе. Покушај српских трупа у Парашници да енергичним против нападом одбаце непријатељске снаге преко Саве није успео, али су притом нанети тешки губици аустроугарској 21. дивизији чије је наступање било потпуно укочено. Код Аде Курјачице непријатељска 42. дивизија 13. корпуса одбила је напад Дринске дивизије другог позива и покушала да преласком у против напад прошири свој мостобран на десној обали Дрине. Међутим овај покушај осујећен је интервенцијом Врховне команде, која је наредила војводи Степи да са два батаљона и једном батеријом Тимочке дивизије другог позива помогне одбрану Дринске дивизије другог позива. 16. септембра од непријатељске Пете армије из Босне и комбинованог корпуса из Срема, друга армија је доведена у критичну ситуацију. У раним јутарњим часовима аустроугарска 9. дивизија ојачана бригадом 36. дивизије извршила је прелаз преко Дрине у рејону Салаша и успели да пробију одбрану српских трупа. 17. септембра борбе су настављене већом жестином. Готово у исто време војвода Степа је обавештен да су аустроугарске снаге из Срема почеле форсирање Саве код Јарка и да су се трупе трећег позива разбежале. Сматрајући да Друга армија нема довољно снага да брани два фронта, војвода је донео ризичну одлуку. Да, Моравску дивизију првог позива остави да се брани сама, а да армијску резерву и појачања која добија од Врховне команде употреби за заустављање непријатеља из правца Јарак-Причиновић који озбиљно угрожава Другу армију. Пошто није био сасвим сигуран да ће са расположивим снагама успети да осујети једновремени непријатељев напад из Срема и Босне, Степа је, поред наведених, предузео и мере за извлачење армије на церске положаје, али је од тога одустао након телефонског разговора са Радомиром Путником у коме му је обећано да ће се другој армији вратити Шумадијска дивизија првог позива.
У току ноћи између 17. и 18. септембра примећен је продор непријатељског Комбинованог корпуса из Срема, преко мочварног земљишта што је успорило напредовање. Напад је одбијен интервенцијом Коњичког одреда коме се у току борби придружила Тимочка дивизија првог позива. У борбама није се успело да се непријатељ одбаци назад преко Саве, а српска војска је успела да задржи фронт и спречи даље напредовање. По добијеном извештају о напредовању Прве армије која је разбила и последњи отпор непријатеља, војвода Степа одлучује да и његова Друга армија крене у контранапад да се заједничким снагама непријатељ протера преко Саве из Србије. 18. септембра аустроугарски Комбиновани корпус је наставио нападе пружајући подршку свом укопаном 8. корпусу и омогућавајући му одступницу за повлачење. Била је то неравноправна борба с обзиром да је аустроугарска војска била двоструко бројнија у односу на српску војску. Међутим то није утицало на борбени морал српске војске, па је ујутро 19. септембра Тимочка дивизија првог позива отпочела напад на аустроугарске снаге које су претходног дана заузеле Причиновић, Узвеће и Глушце. У огорченој борби која се водила цео дан, Тимочка дивизија је имала знатне губитке, такође је Коњичка дивизија изненадна нападнута и под силовитим нападом непријатеља била принуђена да се повуче на линију Глушци-Баново поље. Ни Шумадијска дивизија није имала среће. У новом нападу код села Причиновића напад није успео, а и из команде Друге армије јављено је да је непријатељ двостуко надмоћнији и да се од даљих операција одустане. Војвода је наредио да Тимочка и Шумадијска дивизија пређу у одбрану на утврђеној линији (150—300 m) од непријатељског положаја. Иако није успео да протера непријатеља војвода је остварио значајне резултате, принудио је непријатељску групацију да пређу у одбрану на позицији западно од Шапца и стабилизовао одбрану Мачве.
Страхујући од поновног једновременог напада Комбинованог корпуса и Пете армије, војвода је затражио од Врховне команде да му, у замену за преморену Коњичку дивизију, упути један свеж пук пешадије и дивизион артиљерије. Врховна команда је усвојила овај захтев и ставила му на располагање 19. пук Шумадијске дивизије првог позива. У нападима од 23. септембра, трупе аустроугарске 9. и 21. дивизије, успеле су да делимично пробију утврђен фронт српске војске али су убрзо били принуђени да се повуку на утврђене положаје. Пошто је и нови снажан напад од 25. септембра у Парашници претрпео неуспех, командант 8. аустроугарског корпуса увидео је да је за нови напад потребно темељније припремање, па је прешао у одбрану. У том повлачењу Степина армија је затворила 8. корпус на рекама Дрини и Сави и чврсто га приковала уз саме реке. У овим борбама српска Друга армија је, дакле и овог пута сјајно извршила свој задатак: укочила је напад Пете армије и Комбинованог корпуса на обалама Дрине и Саве и тиме још једном помрсила рачуне команданту аустроугарске Балканске војске, генералу Оскару Поћореку.

### Мачков камен и „Рововска војна“
За време борби Друге армије у Мачви, српска Прва армија извршила је против удар из рејона Пецке, гребеном Соколске планине, у десни бок аустроугарске Шесте армије. Напади српске војске преко Дрине нису имали неког значајнијег успеха и средином октобра српска војска је била принуђена да се повуче назад у Србију.
Период стабилизације („рововска војна“) трајао је око месец дана (од 26. септембра до 24. октобра). За то време обе стране су фортификацијски ојачале своје положаје и вршиле повремене нападе ради ојачавања сопствених положаја и стварања што повољнијих услова за предстојеће операције. У овом периоду српска војска је први пут применила минску војну. На Еминовим водама (Гучево) Комбинована дивизија је изградила минске галерије испод аустроугарских ровова и активирала их пред сам почетак напада, који је преузела изјутра 28. октобра. Снажна експлозија бацила је у ваздух предње непријатељске ровове што је изазвало пометњу у аустроугарским редовима.
Положај Друге армије у баровитим и блатњавим пределима Мачве био је особито тежак. Увиђајући сву тежину тога положаја, војвода Степановић је још 24. септембра упозорио Врховну команду на ту чињеницу, истичући:
Армија је обухваћена од Дреновца преко Причиновића-Узвећа-Ноћаја и Засавице, и од Парашничког кључа до Раче, са десне обале Саве и Дрине, а одатле уз Дрину са леве стране Дрине. Трупе су свуда у бојним положајима на блиском одстојању од непријатеља и у танком распореду. У случају повлачења биле би свуда опажене и гоњене. Маневарских група немам. За сада још нема непосредне опасности, али ако се противник ојача... онда би, одсудним нападом, могао пробити одбрамбену линију армије, и тада би ситуација била врло опасна. Ја сматрам за дужност да ову ситуацију изнесем Врховној команди на оцену, јер се не осећам довољно снажан да је сам решим.
Истог дана у 17,30 часова стигао је одговор Врховне команде:
Ако би вас прилике неминовно приморале на повлачење, постепено се повлачите на линију Шабац-Цер-Видојевица, где ћете се зауставити ради упорне одбране, затварајући у исто време и правац Шабац-Ваљево. Избор момента повлачења и све остало препушта се вашој оцени. Појачања више не можете добити; једино можете рачунати на Коњичку дивизију, која сада обезбеђује гранични фронт Ушће-Мишар.
Степа је упозоравао да је Друга армија, услед велике несташице муниције и малобројности старешинског кадра, неспособна за офанзивна дејства, макар она имала и ограничен циљ. Када је, упркос тим упозорењима, Врховна команда ипак инсистирала да Друга армија 9. октобра предузме ноћни напад ради протеривања непријатеља преко Саве, или бар скраћивање фронта и побољшања опште ситуације у Мачви — војвода Степановић је одржао састанак с командантима и начелницима штабова Шумадијске и Моравске дивизије првог позива, на коме се расправљало о овом питању. После детаљне анализе ситуације једногласно се усвојен закључак да не постоје услови за предузимање напада. Врховна команда је прихватила овај закључак.
Затишје на фронту Друге армије трајало је до 24. октобра, али је непријатељ сваког дана обасипао српске положаје снажном артиљеријском ватром и копао приближнице да би се примакао што ближе српским рововима и уклонио препреке. Њихови авиони надлетали су положаје српске Друге армије и бацали летке с пропагандом садржином, али су сви покушаји уношења дефетизма у српске трупе остали без успеха.

### Повлачење Друге армије
У току ноћи од 26. на 27. октобра непријатељ је тукао унакрсном артиљеријском ватром српске положаје у Парашници и на десном одсеку Моравске дивизије првог позива. Та ватра је у зору била јака да се није могло прићи рововима да се спасу они који су затрпани земљом и настрешницама порушених ровова. Око 6 часова два аустроугарска пука предузимају снажан напад на десно крило и центар Парашничког одреда, али убрзо бивају присиљени — јаком пушчаном, митраљеском и артиљеријском ватром српске одбране — да се повуку у своје ровове. После овог неуспеха непријатељска артиљерија обасула је ураганском ватром српске положаје и разорним гранатама тако да је преорала стрељачке заклон, да даљи опстанак у њима није био могућ. Тек тада су непријатељске јединице 21. дивизије и 18. бригаде 9. дивизије обновиле напад. И поред жилавог отпора српских снага, а услед немогућности да се ангажовањем батаљона из резерве, поврате изгубљени ровови наређено је повлачење Парашничког и Равањског одреда на раније припремљене положаје код Црне Баре и Борног Поља. Ценећи да нова одбрамбена линија није погодна за одбрану, војвода је око 13 часова издао наређење да Северни одред, уколико поново буде принуђен на повлачење, постепено одступа ка Богатићу, а Равањски одред према Совљаку и Глоговцу. Истовремено је предложио Врховној команди да благовремено исели становништво из свих села северно од пута Лешница-Шабац. Међутим, у тим тешким тренуцима Степу је највише забрињавала несташица артиљеријске муниције, која је ушла у критичну фазу. Команданти дивизија су захтевали, на шта је војвода упутио депешу Врховној команди:
Све моје досадашње претпоставке о опасном положају због немања артиљеријске муниције, као и захтеви да ми се пошаље хаубичка артиљерија, нису имали успеха, мада су неки од њих били израз очајања. Хаубичке батерије нисам добио, а артиљеријске муниције ми је слато врло мало или никако. Сада је стање овако: противник надмоћнијом артиљеријом руши ровове и затрпава војнике, људство гине а ја немам (резервни) да губитке попуњавам нити имам потребну муницију да водим борбу и смањујем губитке... Услед оваквог стања, посведневне бриге за артиљеријску муницију истрошиле су ме и сломиле ми снагу, те се осећам сасвим немоћан и неспособан да и даље командујем армијом. Стога молим да се одмах разрешим дужности. У општем је интересу да ми се заменик што пре упути.
Поводом ове депеше дошло је истога дана до жучног телефонског разговора између начелника штаба Врховне команде војводе Радомира Путника и команданта Друге армије војводе Степе Степановића. Уверен да је Степа поднео оставку због губитка Парашнице, војвода Путник је у почетку настојао да га увери да тај губитак не треба да схватити тако трагично, пошто има још доста погодних положаја на којима се може снажно одупрети непријатељу. При томе га је упозорио да најодговорнији команданти не смеју, због својих потчињених, показивати малаксалост. Степа је на то одговорио да је управо ради својих потчињених, којима не може да пружи тражену помоћ, тражио своју смену, а не због пада Парашнице. На ово је Путник смирено реаговао, рекавши да нема ко други да прими Другу армију и запитао Степу ко бих могао да га замени. Међутим, пошто је Степа и даље упорно инсистирао да буде смењен, Путник му је срдито одговорио, што је Степу одвратило од намере да затражи своју смену.
Два дана доцније, војвода Степановић је, да би приволео Врховну команду да одобри благовремено повлачење Друге армије на церске положаје, одржао састанак са командантима дивизија у селу Богатић. Састанку су присуствовали и начелници штабова, али они нису имали право гласа. После двочасовног разматрања новонастале ситуације одлучено је да Друга армија услед великих губитака од непријатељске артиљеријске ватре, као и услед несташице артиљеријске муниције, нема више реалних шанси за успешну одбрану Мачве. Такође је одлучено да све трупе Друге армије осим Шабачког одреда и Тимочке дивизије другог позива, повуку на утврђене церске положаје у току ноћи између 30. и 31. октобра. Ову одлуку Врховна команда је одобрила тек пошто је од војводе Степе добила шире образложење мотива којим се руководио приликом доношења одлуке да напусти Мачву без борбе. У одговору Врховне команде је стајало да се непријатељ на новој линији фронта мора дочекати с највећом упорношћу и енергијом. Приликом повлачења појавио се нови проблем, заједно са војском повлачиле су се и непрегледне колоне становништва који је у страху од репресалија, бежало са стоком, и другом покретном имовином чиме је закрчило слабе и блатњаве путеве. Поједини одреди су се повлачили без икаквог реда а команданти нису имали команду над својим одредима јер су се одреди протезали километрима. Па ипак, све јединице Друге армије повукле су се током 31. октобра на припремљене церске положаје (Мишар-Причиновић-Јевремовац-Маови-подножје Цера-Лешница), изузев Шабачког одреда (који је остао на старим положајима ради одбране Шапца) и Тимочке дивизије другог позива (која је и даље задржана на Видојевици да би штитила унутрашња крила Друге и Треће армије и везивала их у дејству. Новим распоредом Степа је скратио фронт Друге армије на око 40 km и поставио њене трупе у знатно повољнији положај и за одбрану и за евентуални прелазак у противнапад, јер су њихови нови положаји доминирали мачванском равницом.
Изјутра 6. новембра аустроугарска је преузела трећу офанзиву против Србије са целокупним снагама Балканске војске. На целом фронту српске Прве и Треће армије од Лознице до Рогачице непријатељ је тога јутра отпочео снажну артиљеријску припрему, која је непрекидно трајала више од два часа. Њен интензитет у задњем часу био је страховит. На осталим деловима одбрамбеног фронта Прве и Треће армије дуж целог планинског гребена водиле су се огорчене борбе. Непријатељ је у борбу увео свеже трупе и обасуо је српске положаје јаком артиљеријском ватром услед чега њихов положај из часа у час се погоршавао. 7. новембра у Ваљеву је одржана заједничка седница владе и Врховне команде. Предлог је био да се потпише сепаратни мир са аустроугарском и он је у начелу одбијен. Влада је одлучила да се енергично и до последњег човека брани фронт. У међувремену ситуација на фронту се погоршава. 9. новембра непријатељске јединице аустроугарске војске врше снажан притисак на положаје Друге армије јужно од Прњавора. 10. новембра после борби на Текеришу, а услед недостатака артиљеријске муниције Врховна команда је наредила повлачење својих армија на десну обалу Колубаре и Љига и на планину Сувобор. Тиме је битка на Дрини, којом је према замисли генерала Поћорека, требало бацити на колена српску војску, била завршена.

### Колубарска битка
У Колубарској бици, која је вођена од средине новембра до средине децембра, Друга армија имала је улогу стожера. Пред српском Другом армијом поново се у оштрој форми наметнуо проблем избеглица, које су закрчиле путеве у њеној позадини. У депеши коју је војвода Степа упутио Врховној команди, енергично је захтевао да се министарство унутрашњих послова побрине за избеглице. Стање избеглог становништва утицало је знатно на борбени морал српске војске. Од 16. до 19. новембра аустроугарска војска извршила је страховите нападе на линији Колубара-Љиг. Врховна команда издала је следећа наређења: Да Прва армија настави да брани своје положаје, а да Друга армија пређе у напад у правцу Уба и Словца док Трећа армија напада правац од Словца ка Мионици, Ужичка војска да дејствује правцем Ржана-Дивчибаре-Стража, а Обреновачки одред да штити десни бок Друге армије. Ова одлука је била преурањена јер артиљеријска муниција није била пристигла, а ни борбени морал није поправљен међу српским војницима.
На фронту Друге армије вођене су огорчене борбе. Моравска дивизија првог позива преузела је 21. новембра, у садејству да два пука Тимочке дивизије другог позива из Треће армије, противнапад ради преотимања Врачег брда, али није успела. Напад је настављен сутрадан 22. септембра с несмањеном жестином. Због жилавог отпора непријатељских снага Моравска дивизија првог позива је прешла у одбрану. Командант дивизије је намеравао да напад обнови у току ноћи али је после депеше коју је добио од војводе Степановића одустао. Војвода Степа је оценивши да је предузимање напада ризично наредио је да се Тимочка дивизија другог позива врати у састав Треће армије. Активна и упорна одбрана српске Друге армије у овом периоду имала је значајнији утицај на даљи ток Колубарске битке. 23. септембра настављене су жестоке борбе на Колубари, Љигу, Сувобору и Маљену. Главне снаге аустроугарског 16. корпуса надирале су правцем преко Сувоборске греде ка Горњем Милановцу, а управо на том овом месту утврђен положај бранила је Друга армија. Врховна команда је захтевала од Степине Друге армије да пређе у офанзиву, међутим због појачаног непријатељевог притиска на целом фронту Друге армије и Обреновачког одреда српске трупе су остале у одбрани. Напад 7. дивизије аустроугарског Комбинованог корпуса, имала је за циљ да образује затварање Друге армије по принципу клешта, међутим та намера је осујећена нападом Шумадијске дивизије првог позива. Непријатељ је покушавао преко 8. корпуса да у неколико наврата пробије фронт који је држала Моравска дивизија првог позива, али су сваки пут биле одбијени уз велике губитке. Извештај војводе Степе најбоље говори о стању на фронту:
Наша пешадија се на свим тачкама држала врло добро, одбијајући непријатељске нападе и трпећи веома снажну артиљеријску ватру.
Дана 24. новембра борбе су настављене али прве значајније успехе на фронту Друге армије непријатељ је постигао тек 25. новембра. У борбама на Човци, Моравска дивизија првог позива доживела је значајне губитке и била је приморана на повлачење. Чим је сазнао за повлачење војвода Степа је наредио команданту да поврати изгубљен положај, а ако то не успе да утврди положај на одсеку Кременица-Стубички вис. Увидевши да је одржавање положаја готово немогуће Степа наређује да се и Тимочка дивизија првог позива повуче на линију Бистрички-Дрен-Главница. Шумадијска и Коњичка дивизија нису мењале положај. После повлачења левог крила Друге уследило је повијање десног крила Треће армије на леву обалу Каменице. Након ових извештаја Врховна команда је захтева да Друга и Трећа армија задрже ове положаје јер од њих зависи судбина Београда. 26. новембра Друга армија по одлуци војводиној морала се даље повлачити у унутрашњост Србије. О овој одлуци обавештена је Врховна команда која је у почетку инсистирала на задржавању положаја али после детаљног извештаја наредила повлачење и Обреновачког одреда који је бранио Београд. Због ове одлуке 30. септембра, влада Краљевине Србије на челу са Николом Пашићем је размишљала о војводиној смени. Војвода Путник и престолонаследник Александар, оглушили су се на захтев владе с обзиром да је Степа Степановић недавним унапређењем био награђен и да није крив за тренутно стање које је изазвано повлачењем Прве армије под командом генерала Мишића.
Генерал Живојин Мишић, 2. децембра јавио је Врховној команди да је Прва армија спремна и да ће 3. децембра прећи у контранапад. Охрабрен овом одлуком војвода Путник је издао наредбу свим армијама да енергичније нападну непријатеља и принуде га у повлачење. Осим Прве армије, остале армије нису имале значајније успехе. Друга армија, која је прешла у напад из одбрамбеног положаја, без икаквог прегруписавања снага, водила је борбе са аустроугарским снагама 13. корпуса и деловима 8. корпуса на положајима око Лазаревца. Моравска дивизија првог позива подстакнута присуством старог краља Петра I на бојишту извршила је четири узастопна напада на Кременицу али после очајне борбе са надмоћнијим непријатељем није успела да га заузме. Са друге стране Шумадијска дивизија првог позива успела је вештим маневром да зароби око 700. аустроугарских, војника, подофицира и официра. И Тимочка дивизија првог позива имала је тих дана значајне успехе, међутим ни једна од поменутих дивизија нису успеле да заузму утврђен непријатељски положај. Ни 4. и 5. децембра, Моравска дивизија првог позива није успела да заузме задати циљ, па је Врховна команда одлучила да Другу армију ослаби одвођењем Тимочке дивизије и њеним припајањем Обреновачком одреду. Због ове одлуке ослабљена Друга армија била је принуђена да из фазе напада пређе у одбрану али и тако формацијски постављена задавала је непријатељу страховит отпор у напредовању. Увече је војвода Степановић примио од краља Петра I писмо охрабрења.

„Три дана пратим успешне операције Друге армије. Сведок мудрог вођења од стране Ваше, силних напора, храбрости и пожртвовања трупа, ја Вам изјављујем своју захвалност.“

Краљ Петар I.
Ослабљена извлачењем Тимочке дивизије првог позива, Друга армија је 6. децембра обуставила започету офанзиву и на достигнутој линији фронта прешла у одбрану. Ценећи неповољан положај Шумадијске и Моравске дивизије првог позива између реке Турије и Белог гроба, војвода Степа је изјутра обавестио врховну команду да са тих положаја армија се неће дуго одржати. Такође је затражио да ако се положаји не могу одбранити да се пређе у повлачење. Војвода Путник је тај захтев категорично одбио јер је добијао позитивне извештаје са фронтова Прве и Треће армије. 7. децембра, Трећа армија генерала Павла Јуришића Штурма, ударила је у бок непријатељском 15. корпусу и даљим напредовањем потпомогла одбрану Друге армије под налетом аустроугарског 13. корпуса. Моравска дивизија у ноћи између 7. и 8. децембра, после крвавих петодневних борби, сломила је отпор 36. дивизије и коначно заузела Кременицу. 8. децембра, војвода Степа је издао нову наредбу да се непријатељ гони у правцу Лазаревца. Међутим у току ноћи између 8. и 9. децембра, Врховна команда је наредила војводи да се Моравска дивизија првог позива окрене у правцу Београда и тамо потпомогне одбрану. Тиме је пропао покушај да се потуче 13. аустроугарски корпус који се без борбе повукао преко Колубаре. Упркос наредби да се напад армије обуставља, капетан друге класе Јордан Ђорђевић је у два сата по поноћи упао са две чете у Лазаревац где је заробио 170 аустроугарских војника.
Схватајући да је битка коначно изгубљена, командант аустроугарске Балканске војске генерал Оскар фон Поћорек наредио је да 15. и 16. корпус предузму 9. децембра постепено повлачење према Шапцу, избегавајући озбиљније борбе, а да 13. корпус одступи преко Обреновца у уђе у састав Пете аустроугарске армије која је добила задатак да по сваку цену брани утврђен положај село Степојевац-Парцански вис-Ковиона-Мостине, који би доцније послужили као ослонац за нове офанзивне операције, међутим то се није десило.
Пошто није имала довољно снага које би јој омогућиле истовремену офанзиву на целом фронту, Врховна команда је одлучила да Прву армију задржи у рејону Ваљева ради заштите бока и позадине снага ангажованих на београдском правцу. Офанзива Друге и Треће армије и трупа Одбране Београда против аустроугарске Пета армије отпочела је 11. децембра изјутра, са тежиштем у правцу Сибница-Петров гроб-Београд. Српске трупе у убрзо наишле на трупе Пете аустроугарске армије када су се развиле огорчене борбе на линији Коштаница-Градац-Парцански вис-Ковиона-Мостине. И поред енергичних напада, трупе Одбране Београда и Треће армије постигле су тога дана незнатне успехе. Значајнији успех, постигла је једино Друга армија, која је пробила фронт Пете аустроугарске 21. дивизије и тиме открила леви бок 9. дивизије, ослабивши на тај начин целокупни аустријски 8. корпус. У духу ове директиве, српске трупе су 12. децембра изјутра наставиле енергично надирање на целом фронту. Степина Друга армија је већ у самом почетку напада постигла значајније резултате. Надирање ка Парцанском вису се споро одвијао али уз помоћ артиљерије предвече је заузет положај. Шумадијска дивизија првог позива је заузела непријатељске ровове на Погледу. Овим успесима Друге армије главна одбрамбена линија аустроугарске Пете армије била је пољуљана. 12. децембра, војвода Степа обавештавајући начелника штаба Врховне команде о постигнутим успесима и захтевао од трупа Одбране Београда и Треће армије да се поравнају са Другом армијом и заштите јој бокове. Пошто се непријатељ у току ноћи 12. на 13. децембра изненада повукао, трупе Друге армије су рано изјутра 13. децембра наставиле наступање наилазећи на све јачи и јачи отпор непријатеља. Средином дана Друга армија је утврдила фронт на линији Авала-Кумодраж. Друга армија је 14. децембра ујутру напала утврђене непријатељске положаје на брду Торлак на ком се налазио 8. корпус Пете аустроугарске армије, ојачан 7. дивизијом и 104. бригадом. Пратећи из Земуна ток борбе на београдском мостобрану, генерал Поћорек је остао при одлуци да се Београд брани по сваку цену али то је било немогуће. Избијањем Прве армије и Ужичке војске на обале Дрине и Саве и ослобађањем Београда 15. децембра 1914. године, после великих победа српске војске на Сувобору и Маљену, Овчару и Каблару, Руднику и Космају, Колубари и Љигу, победоносно је завршена Колубарска битка. Овом великом војном победом у Србији је учвршћена вера у сопствене снаге.

### Планови Централних сила
После протеривања аустроугарских агресора крајем 1914. године српска војска је била распоређена у дубљој позадини ради одмора. Трупе Друге армије биле су размештене у рејону источно од Младеновца. Штаб армије налазио се у Младеновцу, школској згради недалеко од цркве. Аустроугарске снаге су приликом повлачења остављале болеснике заражене тифусом. Српски рањеници су у току Колубарске битке мешани са зараженим болесницима, што је изазвало да је крајем 1914. и почетком 1915, тифус захватио већи део становништва. Епидемија је савладана тек маја 1915. године али је узела велики данак. Од пегавог тифуса умрло је 150.000 грађана и 30.000 војника од тога 70% страних и домаћих лекара. За време епидемије војвода Степа Степановић је остао у Младеновцу. Око његовог штаба подигнуте су велике енглеске болнице у којима су лечени војници Друге армије. Често је обилазио болнице иако му је саветовано да то не чини на шта је он одговорио:
Постарајте се ви за младе људе да очувају живот, а ако војвода Степа и умре невакцинисан, неће бити велика штета.
За време епидемије трупе су, по Степином наређењу, изводиле вежбе. Он је лично обилазио пукове, јер је сматрао да се тако одржава здрав дух, борбени морал и дисциплина код војника. Захваљујући таквом раду војвода Степа је средином маја могао да извести Врховну команду да су његове дивизије спремне за покрет.
Тих дана водио се рат на Источном фронту. За то време ни Антанта није мировала, покушавши да увуче Италију у рат против Аустроугарске, што је средином 1915. и успела али није много добила у превласти на фронтовима. Међутим притисак савезничке дипломатије на Србију у овом периоду је достигао невиђене размере. Савезници Антанте су предвиђали да ће Централне силе по завршетку кампање у Русији, предузети офанзиву на Србију како бих преко Бугарске дошле у директну везу са савезничком Турском која је у то време на Кавказу ратовала са Русијом. Бугарска влада је одлучила да почетком рата стави своје снаге на располагање Централним силама, али је савезничка Антанта на сваки начин покушавала да их убеди да се предомисле. Средином августа су почеле мобилизацијске припреме у Бугарској, војвода Путник је 19. августа затражио одобрење од владе да концентрише трупе на источној граници. Плашећи се да на Србију не падне сумња да провоцира рат с Бугарском, влада је отезала с одговором Врховној команди све до краја месеца. Али увиђајући да се земља налази пред скорим тројним нападом, Пашић је сазвао заједничку седницу владе и Врховне команде за 26. август у Крагујевцу. Седници је присуствовао и војвода Степа Степановић, заједно са осталим командантима армија. Расправљало се о војно-политичком положају уочи очекиваног тројног напада. Пре ове седнице Никола Пашић је упутио писмо Врховној команди са низом питања о томе какве су изгледи за успешну одбрану земље у случају напада Аустроугарске и Немачке без Бугарске, а какви су случају комбинованог напада са Бугарском. Генерали су на први питање одговорили да бих успех у случају двојног напада успех био вероватно позитиван за српске трупе. Једино је војвода Степановић издвојио своје мишљење и предложио га, па је притом рекао:
Могли би се надати неком успеху.
Међутим, на питање какав је изглед Србије на успешан отпор у случају комбинованог напада Аустроугарске, Немачке и Бугарске, генерали су једногласно одговорили да изглед за успешну одбране земље, не би био никакав. Такође су нагласили да виде извесну наду на успех, али доста сумњиву, само ако би Грчка испунила своје савезничке обавезе уговором из 1913. године. Пошто се на Грчку није могло рачунати, а имајући у виду велику опасност која прети до Бугарске, на седници се расправљало да се она елиминише пре почетка тројног напада. Суочена са опасношћу да у предстојећој неравноправној борби остане изолована и поражена и да, поред свега тога, на њу падне одговорност за слом на Балкану, српска влада је 31. августа одобрила Врховној команди да концентрише трупе на источној граници ради одбијања евентуалног бугарског изненадног напада. 4. септембра, Бугарска је потписала општи уговор о савезу са Централним силама, а два дана доцније и војну конвенцију за рат против Србије. Том приликом Бугарској је обећана цела Вардарска Македонија и српске области источно од Мораве а такође и територијална проширења на рачун Грчке и Румуније које су стале на страну Антанте.

### Тројна офанзива
После десетомесечног одмора, Друга армија и њен командант упућени су, 1. септембра 1915, на пиротско бојиште ради заштите Поморавља од Бугара. У зору 6. октобра 1915. године отпочела је немачко-аустријска офанзива против Србије. После једнодневне жестоке артиљеријске припреме из оруђа свих калибара непријатељева пешадија се отиснула преко Саве и Дунава. Суочена са тако опасним развојем непријатељеве офанзиве, Врховна команда је почела да скида поједине јединице са мање угрожених делова фронта ради појачавања трупа у Одбране Београда и помоћи Трећој армије. Будући да је на Источном фронту било мирно, Врховна команда је, уздајући се у брзи долазак савезника, почела да са тог фронта повлачи трупе. Најпре је Другој армији узета Шумадијска дивизија првог позива (без 10. пука), затим две хаубичке батерије и по један пешадијски пук из Тимочке и Моравске дивизије првог позива и на крају и Коњичка дивизија. После одласка тих трупа ефективи Друге армије били су јако смањени. Објашњавајући ове мере команданту Друге армије, војвода Путник је у наредби од 12. октобра нагласио да се одлучио на тај корак због даљег погоршања ситуације на северном фронту, с обзиром да су француске трупе распоређене у Нишу. Путник се надао да ће француске трупе стићи у Ниш истог дана или дан после. По пријему ове наредбе војвода Степа је упутио следећу депешу Врховној команди:
Ја ћу извршити наређење О. бр. 22161 од 12. октобра, али у том случају нишавска долина остаје небрањена. Молим да ми се упути један пешадијски пук првог позива. Ако га не добијем, ја не могу гарантовати за одбрану нишавске долине, јер немам трупа за њено затварање. Присуство француских трупа у Нишу није од стварне користи, јер трупе треба да држе положаје.
Упркос молбама Врховне команде да Француске трупе буду распоређене код Ниша то није учињено. Генерал Сарај, 13. октобра је добио наређење своје врховне команде да трупе сувише не истура на север да не би биле одсечене од Солуна, већ да се ограничи на одржавање комуникације између Солуна и Србије. Уместо тога, француска војска је расподелила трупе на правцу од Ђевђелије до Градског и наређење је било да не ступају у борбу. Друга армија је због оваквог стања са смањеним ефективним дејствима и најављене помоћи савезника, дочекала напад Бугара на фронту од 120 km. Присиљен да са малим снагама брани огроман фронт, увидео је да је терен једини савезник његових бораца у борби која их је очекивала. Због тога је лично обилазио трупе и надгледао израду заклона и препрека на положајима.
После завршене мобилизације и концентрације своје војске, бугарска Врховна команда је чекала пуних девет дана да немачко-аустроугарске армије што дубље продру у Србију и привуку гро српских снага источног фронта, па да тек тада нареде прелазак у офанзиву у нади да ће тако постићи лаку победу. У ноћи 13. на 14. октобар Бугари су без објаве рата прешли у напад дуж српско-бугарске границе. Убрзо су се борбе прошириле на цео фронт. Чим је примио извештај о покретима бугарских трупа према граници, војвода Степановић је, не чекајући одобрење Врховне команде наредио да јединице крену у правцу нападе и заузму раније одређене истакнуте положаје дуж армијског фронта. Бугари су предухитрили Србе, па је дошло до низа борби. Тимочка дивизија и 10. пук Шумадијске дивизије нису успели да зауставе надирање Бугара и да одрже заузете положаје, међутим Моравска дивизија је одлучно продужила против напад, поразила Бугаре и ушла у територију Бугарске по ободу границе. У току Бугарске офанзиве највећи притисак је трпела Тимочка дивизија док су Моравска и Шумадијска енергично одбијале нападе. Поједини бугарски одреди су се предавали не желећи да се боре против Срба. 16. октобра Друга армија је коначно стабилизовала фронт из правца који је контролисала Тимочка дивизија, са друге стране Шумадијска дивизија није издржала и почела је полако да се повлачи. После 13 дана непрекидних борби Бугари су пробили фронт и непрекидним нападима доспели до Књажевца.
Да би поправила ситуацију код Врања, Врховна команда је сакупила из разних јединица девет пешадијских батаљона првог, другог и трећег позива, ескадрон коњице и око три батерије топова. Војвода Степа, мада је дотад више пута упозоравао Врховну команду да нема довољно трупа за одбрану нишавске долине, овога пута је, увиђајући сву озбиљности ситуације у долини Јужне Мораве, у највећој журби сакупио око три батаљона пешадије и два топа и упутио их ка Врању. Од прикупљених јединица формиран је Врањански одред, који је заједно са Власинским одредом образовао Јужноморавске трупе, под командом пуковника Милана Туцаковића. Главни задатак ових трупа био је поновно отварање комуникације Ниш-Скопље и протеривање непријатеља из долине Јужне Мораве. После пада Скопља које је освојено 23. октобра од стране Бугара, Врховна команда суочена са новонасталом ситуацијом се одлучила на повлачење трупа северног фронта до правца Јежевац-Златово, десна обала Лепенице према Крагујевцу и висоравнима северозападно од Краљева и Ивањице. Овим маневром Врховна команда је хтела да добије на времену очекујући интервенцију савезника из правца Солуна, међутим до дате интервенције није дошло. Нов притисак непријатеља се осетио 24. октобра. Под притиском надмоћнијих и технички боље опремљених непријатељевих снага, српска војска је била присиљена на повлачење. Немачке и бугарске снаге су се спојиле 26. октобра код Брзе Паланке. Истог дана, бугарске снаге су уз помоћ побуњених Албанаца продрле у Качаничку клисуру. Врховна команда је на овај напад образовала одред „Трупа нове области“ чији је задатак био да брани Качанички теснац. Трупе нових области су се састојале од две дивизије Прве и Друге армије. Општа ситуација је захтевала да се убрза повлачење трупа на свим фронтовима и изврши ново груписање на скраћеној линији, да би се одвојиле потребне снаге за отварање Качаничког теснаца и пробој према Скопљу.
У ноћи између 26. и 27. октобра по наредби Војводе Степе, Друга армија напушта положај у рејону Пирота на нове положаје за одбрану Ниша. По обављеном повлачењу Друге армије који је протекао врло тешко онемогућен јаким временским условима, на новом положају Друга армија је држала фронт од 160 km са ослабљеним и измореним трупама. У току 30. октобра Шумадијска дивизија трпела је страховите нападе од стране непријатеља, али и поред непријатељског упорног напада задржала положаје. 1. новембра Тимочка дивизија је трпела нов напад Бугарске али је и поред даноноћних борби успела да се одржи на постојећим положајима. На основу извештаја оба команданата Шумадијске и Тимочке дивизије, војвода Степановић је био задовољан. По пријему извештаја Врховне команде да су савезници упутили појачање у Солун, војвода Степа је одлучио да са својом Другом армијом што дуже одржи постојеће положаје. Исте инструкције добили су команданти других армија. Како савезничка помоћ није стигла у ноћи 3. и 4. новембра Друга армија се постепено повлачи на нове положаје села Мрамора. Остале армије су образовале нови фронт на линијама Западне и Јужне Мораве.

### Последња одбрана и Албанска голгота
Стање српске војске по доласку на моравске положаје је било је врло тешко. Будући да је непријатељ наставио притисак несмањеном жестином, претила је опасност да српска војска — потиснута у сиромашне планинске крајеве и лишена могућности да се снабдева храном и муницијом — подлегне пре него што јој стигне обећана савезничка помоћ. У таквој ситуацији српска влада је 4. новембра у Рашкој одржала ванредну седницу, под председништвом регента Александра, на којој је донесена одлука о даљем вођењу рата. На седници владе одлучено је да борбе треба наставити и да се повлачење изведе ако буде морало преко Косова, у јужну Македонију и у Албанију. Врховна команда је 6. новембра одлучила да јединице са северног фронта се повуку према Приштини, док је Друга армија добила задатак да спречи продор непријатеља са истока на правце повлачења главнине српске војске.
Притисак непријатеља брзо се осетио на целом источном фронту. Друга армија трпела је страховите ударе Бугарских дивизија. 4, 5. и 6. новембра војвода Степа је покушао да осујети брзо напредовање Бугарских снага али његове трупе нису успеле да одрже положаје у Нишу и Власотинцу. У таквим околностима Врховна команда је обавестила војводу да му на располагање ставља и Моравску дивизију другог позива из састава Треће армије. Војвода је у депеши врховној команди саопштио да му не шаље дату дивизију да се не би правила гужва у позадини његове армије и да ће он маневром са постојећим трупама у саставу своје армије покушати да одбије напад Бугара. Међутим у току следећег дана ситуација се знатно погоршала. Тимочка дивизија је на фронту била разбијена од стране Бугара који јој нису дозволили да се прегрупише па су се одреди нашли у расулу и фронт је почео да попушта. 8. новембра, Бугари прелазе Јужну Мораву и нападају Лесковац, који су убрзо и заузели. Војвода Степановић чувши извештаје са фронта наредио је да се снаге повуку на линију реке Јабланице и Пусте реке и да тај положај задрже за евентуални контранапад. Сутрадан 9. новембра, настављен је напад Бугара на Тимочку дивизију, а војвода је примио извештај да су заузели и положаје око реке Јабланице. После ових нових дешавања на фронту војвода се вратио у Прокупље и видно потресен реферисао Врховној команди ситуацију на фронту:
Стање је врло опасно, јер нема могућности да се пешадија задржи и уреди. Али од свих ових мера не очекујем никакав успех, због расула пешадије која је прсла и не може се сакупити. Све ово јављам по личном уверењу, јер сад долазим са места борбе. Немам наде да ће се артиљерија, која је досад очувана, очувати. Бугарска снага цени се на 8 батаљона. Наредио сам да се тешка артиљерија, и сви возови евакуишу према Преполцу. Опасност предстоји и Тимочкој војсци, која брани прелазе на Морави. Са Ветерничким одредом немам везе. О овоме је извештена Трећа армија. Очекујем хитна наређења.
Дана 10. новембра, фронт се стабилизовао јер су Бугари деловали пасивно па су српски команданти успели колико је било могуће да консолидују дивизије Друге армије које су биле у расулу. 11. новембра, војвода је одобрио предлог својих команданата да се изврши против удар на Бугарске снаге, што је и учињено упркос жестоком нападу на Шумадијску дивизију која је одолела и успела да натера непријатеља у повлачење. 12. новембра, настављено је гоњење и ускоро пут Прокупље-Лебане-Приштина је био поново под контролом српских снага и тиме је "Битка код Лесковца"тј.(Лесковачки противнапад), била завршена. Истог дана војвода Путник наређује да се све армије (Прва, Друга и Трећа) заједно са трупама Одбране Београда и Тимочке војске, постепено повлаче на Косово, а да Друга армија штити источне правце. У периоду од 12. до 18. новембра српске снаге су се концентрисале за пробој према Скопљу, међутим непрекидан и снажан притисак непријатељских јединица на свим линијама фронта није дао времена српској војсци да се прикупи и отпочне "Качанички маневар“. Између 17. и 21. новембра развиле су се страховите борбе Друге армије на правцу старе српске границе (правац Свирци-Преполац) и тиме су пресечене комуникације са Качаником. 21. новембра, Врховна команда је наредила повлачење на леву обалу реке Ситнице, где је намеравала да концентрише све снаге за одлучујућу битку. У овом повлачењу Друга армије је упркос надчовечанским напорима и услед недостатка људи успела да успешно заштити правце за повлачење.
Дана 24. новембра, завршено је повлачење српске војске на леву обалу Ситнице. Међутим тада се увидело да је војска сувише преморена, јединице проређене, а артиљеријска муниција исцрпљена. Увидевши дато стање, 25. новембра Врховна команда је одлучила да се цела војска повуче преко Албаније и Црне Горе у Јадранско приморје. Наредба Врховне команде о повлачењу није прихваћена с одобравањем у војсци. Многи војници су напустили јединице и упутили се кућама, други су негодовали да ће радије погинути на свом огњишту него да иду у туђину. Карактеристично је писмо које је 27. новембра, упутио начелник штаба Шумадијске дивизије другог позива, тадашњи генералштабни мајор Душан Симовић (касније армијски генерал и премијер Југославије), војводи Степи Степановићу. Војводу је у писму позвао на патриотизам и борбу прса у прса са далеко надмоћнијим непријатељем (исти сценарио применио је војним пучем од 27. марта 1941). На овај патриотски чин војвода је одговорио смирено мајору да очекује од њега да са прецизношћу извршава наређења његових претпостављених и да не клоне духом. Симовић је на овај апел одговорио поносно и пркосно, сматрајући да је у праву и да прекор није заслужио. Сутрадан (28. новембра) војвода се суочио са новим заговорником, војводом Живојином Мишићем да се српска офанзива усмери ка северу. На његову иницијативу у периоду од 29. новембра до 3. децембра одржане су генералштабне седнице у Пећи. Седници су присуствовали војводе Степа Степановић, Живојин Мишић, генерали Павле Јуришић Штурм и Михаило Живковић. Седницом је председавао војвода Степа као најстарији командант по чину у армији. После петодневних седница у којима је једино војвода Мишић био заговорник да се крене у контраофанзиву, остали генерали и војвода Степа били су става да се изврши наређење Врховне команде. Наређење је заслугом војводе Степе, реализовано од 2. децембра после подне када је одлучено да се целокупна војска повуче преко Јадранског приморја и тиме спаси.
Повлачење са Косова поља на Јадранску обалу извршено је постепено у периоду од 25. новембра 1915. до 15. јануара 1916. године. Приликом повлачења Врховна команда је одлучила да се армија трансформише у брдски тип и да се уништава сав материјал који се не може понети, а да се касније и уништи тврђавска, хаубичка и део пољске артиљерије која се није могла вући. Друга армија се повлачила, у саставу главнине, с Првом и Трећом армијом правцем Пећ-Андријевица-Подгорица-Скадар. Остале трупе су се повлачиле уз саму границу са Албанијом и тако штитиле одступницу главнини српске војске. За то време војска Краљевине Црне Горе пружила је последњи отпор аустроугарском непријатељу у бици на Мојковцу, знатно надмоћнијем непријатељу. После пада Ловћена (10. јануара), краљ Никола је замолио на преговоре али је аустроугарска инсистирала на капитулацији која је потписана 21. јануара 1916. године. Тиме је улога Црногорске војске у Првом светском рату завршена.
Мада непријатељ није успео да одсече одступницу српској војсци, судбина српске војске је била трагична. Кроз дивље албанске планине кроз које су пролазили, од глади, зиме, по блату и без крова над главом су умирали. По доласку у Јадранску обалу Срби нису ништа нашли од онога што су им савезници обећали: ни хране, ни оружја, ни муницију, а ни појачање у трупама које би их штитиле док се не опораве и реорганизују. За то време док су чекали савезничку помоћ (од средине децембра до краја фебруара) српске трупе су биле изложене гладовању и најгрубљем шиканирању од Италијана који су били задужени да се француски сандуци са храном дотуре Србима. Разочараним оваквим држањем савезника, на хиљаде српских војника напустило је своје јединице и упутило се својим кућама али су само ретки појединци стигли свом дому. Већина их је или пало у заробљеништво, умрло од глади или зиме, а један мањи део је погинуо од напада албанских банди. У том периоду је српска војска изгубила око 143.000 бораца.
Коначно су остаци српске војске захваљујући Французима превезени на Крф у периоду од 18. јануара 1916. до 23. фебруара 1916. изузев 9000 војника који су превезени у Бизерту и 13.068 војника (са 10.144 коња) који су до априла остали у области Валоне. Укупно је спасено 158.000 војника али је за кратко време на Крфу и Бизерти умрло више од 7750 људи. За то време војвода Степа је био са својим војницима.

### Боравак на Крфу и Солунски фронт
По наређењу Врховне команде Степа се 3. фебруара заједно са првим ешалонима своје армије, превезао на Крф. Трупе Друге армије биле су смештене уз морску обалу између села Пирги, Ипсос и Маркос. За време тромесечног боравка на Крфу, Степа је сместио свој штаб у средину својих трупа да би непосредно руководио и надгледао опоравак војника и старешина. Степа је, без обзира на време обилазио своје трупе. Генерал Жозеф Жофр је на међусавезничкој конференцији (од 7. до 9. децембра 1915) без увијања и јавно признао да су велики савезници криви за слом на Балкану и губитак Србије. Због слома Србије у Француској је пала влада на челу са премијером Вивијаном, а нови премијер Аристид Бријан и његова влада је са више несебичности и искрености окренула се спасавању Србије. Међутим све савезничке земље нису мислиле исто. Енглеска је стопирала сваку озбиљнију акцију Русије и Француске у нади да се помогне Србији. У једној изјави из 1915. године, чувши понашање Енглеске према Србији војвода Степа Степановић је рекао:
Она узнемирава цео свет својом империјалистичком политиком, својим егоизмом и хладним нагоном за своје интересе.
Но, у тим тешким тренуцима Степа није клонуо нити се предавао јадиковању. Он је у таквим приликама највише времена проводио у раду. И управо захваљујући таквом схватању дужности, у чему су га следили и његови официри, обновљена Друга армија је већ средином априла била спремна за нове подвиге. Врховна команда је у наредном периоду урадила детаљну реорганизацију армија. Од постојећих 13 пешадијских дивизија образовано је 6 нових истог назива. Према новој организацији српска војска је имала три армије и по две пешадијске дивизије. Осим тога, задржана је Коњичка дивизија и помоћне трупе изван армијског састава. Укупно бројно стање је било 147.000 људи. Од фебруара до маја 1916, захваљујући и команданту Друге армије, на Крфу је створена нова Друга армија. Та јединица је половином маја пребачена у Солун, а у јулу на ново ратиште, на Солунски фронт. Скоро две године налазила се на положају око Кожуха, Зборске косе, Ветерника, Доброг Поља и Сокола. По мишљењу српске Врховне команде, то је било повољно место за извршење пробоја фронта, офанзивним дејством. Прва наређења Врховна команда је упутила Другој армији тек 20. јуна 1916. Тада је завршено стратегијско распоређивање српске војске која је заједно са француским трупама развила фронт на линији од 450 km — од Орфанског залива до Охридског језера. Главнокомандујући ових здружених снага био је генерал Сарај, који је био и главокомандујући Француске источне армије. Почетак савезничке офанзиве планиран је за 23. јули, али је неколико пута одлаган због одуговлачења Румуније да ступи у акцију. Тако да је напад почео са месец дана закашњења 20. августа.
Потписивањем конвенције 17. августа по којој Румунија приступа Антанти, Бугарска је извршила напад на Румунију, и тиме одсекла и за једно време зауставила помоћ румунских армија савезницима у Солуну. Због новоискрслих околности, генерал Сарај је одустао од раније планиране офанзиве долином Вардара. На састанку са свим савезничким командантима 20. августа у Солуну усвојен је нови план дејства савезничких трупа, који је предвиђао да се предузме дејство правцем Соровић-Баница-Битољ, а да се на осталим деловима Солунског фронта остане у одбрани, а да коначни напад крене 12. септембра. Савезници су дали одрешене руке да Врховна команда српских снага одлучи о току напада. 29. септембра, генерал Бојовић и војвода Степановић су били на састанку који је одржан у Вертекопу. Одређени су детаљи напада као што је војводи понуђено да Друга армија испита нове дуге топове калибра 155 mm и на основу анализе да одреде у ком правцу да се води рат. За то време Прва армија под командом генерала Милоша Васића је преузела главнину напада, а Другој армије војводе Степе одређена је улога помоћи. У то време је реорганизован командни кор у армијама. Војвода Живојин Мишић је преузео Прву армију, а генерал Васић, Трећу од генерала Павла Јуришића Штурма који је суспендован због грешака у командовању. Након реорганизације, приступило се задатку који је српска војска добила у договору са савезницима. Српска армија је имала задатак да нападне непријатеља на фронту и пробије фронт правцем на север према Битољу.
Дана 14. августа, почела је савезничка офанзива и прва значајнија битка која је трајала три дана до 17. августа, а одиграла се на Горничевском пољу. У овој бици значајну улогу одиграла је артиљерија моравичког пука која је пружала подршку. За време Горничевске битке, Друга армија је такође водила врло оштре борбе. На правцу Кожуф, Зборско, Преслап, Ковил, Голо било, Ветерник, Кравица, Добро поље, Соко на којима је непријатељ организовао одбрану, Друга армија није могла да изврши задатак са сопственим снагама. Полазећи од ових чињеница војвода Степа 17. августа је реферисао врховној команди да се напад на задати циљ одгоди док не буде освојен Кајмакчалан. На овај предлог Врховна команда га је у целости прихватила и обавестила војводу да му се ставља на располагање да командује армијом са потпуном слободом.
Напад на Кајмакчалан почео је 12. септембра, али је трајао 18 дана. Борбе су биле тешке, крваве али због жилавог отпора непријатеља напад се споро одвијао. После жестоких борби коначно 30. септембра, Дринска дивизија је освојила планину Кајмакчалан. До застоја операција догодило се на битољском фронту. Тај застој посебно је узнемирио српску Врховну команду, која је дошла до закључка да неће бити могуће савладати одбрану непријатеља на битољском правцу. Због личне жеље да се не дозволи непријатељима да се одморе и прегрупишу снаге генерал Бојовић се обратио генералу Сарају 10, 11. и 16. октобра са предлогом да се ојачају трупе у Моглени (Друга армија) и да се са тих положаја предузме снажна офанзива у Тиквешку котлину, са циљем да се избије на линију: Возарци-Кавадар-Демир Капија и да се тако изманеврише и поколеба непријатељев фронт у долини Вардара и код Битоља. На жалост овај предлог није прихваћен па је Солунски фронт пробијен тек две године касније. Не добивши појачање од Француза, српска Врховна команда се одлучила на трансформацију армија. Од Друге армије је узет један пук (12. шумадијски) и неколико батерија јер се сматрало да ће војвода Степа успети да одржи фронт и са видно ослабљеном армијом. Ове трупе су упућене Трећој армији и убрзо се утврдило да је то био прави потез. Већ 5. октобра почео је напад на обалама Црне реке. У међувремену румунски фронт се нагло погоршао и сазнавши за ту ситуацију француски генерал Жофр инсистирао је да савезници пошаљу 10 нових дивизија и да у догледно време ојача фронт и припреми га за контраофанзиву на Солунском фронту којом бих у садејству са Руским снагама на Дунаву, избацио Бугарску из рата. По доласку тих трупа укупно савезничке снаге на Солунском фронту су бројале 500.000 бораца, тј. 20. дивизија. 27. октобра, настављене су борбе на Црној реци и коначно 17. новембра освојен је овај рејон. Увидевши то непријатељске снаге су почеле да се повлаче на север изнад Битоља. У овим биткама није заостајала ни Друга армија, мада је главнину напада водила Прва и Трећа армија. Она је својим беспрекорним извршавањем наређења на положајима око реке Могленице, корисно потпомогла напад у завршној операцији освајања Битоља. После ове битке војвода Степа Степановић одликован је Карађорђевом звездом са мачевима II степена.
После ових битака српска војска је била видно ослабљена у људству што је захтевао ново реорганизацију. Од дотадашње три армије, направљене су две, а команданти распоређени према чину и новом распореду. За команданте ових армија постављени су војводе Степановић и Мишић. Реорганизација армија завршена је 3. јануара 1917. године. 28. марта, војвода је известио Врховну команду да ће му за попуњавање своје армије бити потребно 81 артиљеријско оружје од чега 58 тешких и најтежих. Већ идућег дана је са командантима својих дивизија разматрао план за будући напад, који је од стране свих команданата једногласно прихваћен. У међувремену погоршала се војно-политичка ситуација Антанте. Наиме после Руске фебруарске револуције у којој свргнут руски цар, Русија је напустила Први светски рат. Врховна команда је закључила да новонастале околности нису погодне да се у скорије време започне продор фронта. Детаљнији извештај поднет је на седници Врховне команде 17. априла у Суботском. На седници је такође одлучено да се фронт пробије правцем Добро Поље — Ветерник и да се план не мења, а да се успех постигне са што мање жртава. Такође је одлучено да напад започне Друга армија, а да Прва армија крене у напад по избацивању непријатељских трупа од стране Друге армије. После тога обе армије би продужиле офанзиву на север долином Вардара: Друга армија — на простору села Градец-Војшанци (на Вардару), а Прва армија — између Градског и Прилепа у случају да то не би урадила француска Источна армија. Обавештен од стране Врховне команде да нема ништа од обећане артиљерије од стране савезника војвода Степа, одлучује у консултацијама са својим командантима да 23. априла крене у напад на линији Сушица-Сокол.
Дана 8. маја, Друга армија је одлучила да започне напад. Операције су почеле ујутру снажном артиљеријским бомбардовањем непријатељевих положаја дуж целог фронта. Војвода Степа је у 7 часова ујутру са своје осматрачнице посматрао ток борби. Међутим, већ око поднева напад се није одвијао како је планирано што је забринуло војводу. Имајући у виду тежину терена и упорност непријатеља, Степа је с разлогом инсистирао на што снажнијој и рационалнијој артиљеријској ватри, јер је од њеног успеха зависио и успех пешадије. У току три дана и три ноћи развиле су се огорчене борбе. Бугари су ценећи значај освојених положаја, у неколико наврата извршавали против ударе на српске положаје које су српске снаге вешто браниле. Циљ је био да се Бугари избаце са коте 1824 (врх Стењак) који су Бугари држали у дугом временском периоду. Напади на ову коту трајали су са прекидима, због временских услова који прекидали борбу. По одлуци генерала Сараја, 23. маја све операције на фронту су биле обустављене. Од тада тј. маја 1917. до септембра 1918. године српска војска је водила рововски рат. Разлог је био јер се почетком 1917. влада Грчке окренула Централним силама и тиме директно угрозила савезнички фронт у Солуну. Француска и Енглеска склапају споразум о свргавању грчког краља Константина и пронемачке владе. 22. маја, генерал Сарај се обратио Врховној команди да учествује у операцијама против Грчке, на шта је генерал Бојовић изјавио да без одобрења Врховне команде не може да донесе такву одлуку, правдајући је да скидањем својих трупа са фронта слаби целокупни фронт. И без подршке Србије, савезници су успели у својој намери. Краљ Константин I је абдицирао у корист сина Александра, који је поставио Венизелоса за председника владе. Нова влада је крајем јуна објавила рат Централним силама и стала на страну Антанте. После ових дешавања и грчка је упутила десет дивизија на фронт и тиме су значајно ојачане снаге Антанте на солунском фронту.
Још почетком јуна 1917. године Врховна команда наредила је војводи да проучи прилике за извршење пробоја фронта на линији Добро Поље — Ветерник. С обзиром на деликатну улогу коју је у томе имала Друге армија, а од чијег је почетног успеха зависио успех офанзиве у целини, војвода је са својим командантима до детаља разрадио све појединости напада, од највиших до најнижих јединица. 3. јуна, у једној чети трећег батаљона почело је војничко незадовољство подстакнуто лажним изјавама појединих команданата који су имали за циљ да се комплетна српска војска деморалише. Чувши за ово војвода Степа је наредио да се у наредном периоду спроведе истрага у својој армији. Завера је откривена 8. јуна од стране једног поднаредника који је пријавио свог потпоручника и четворицу подофицира да стоје иза завере. Истог дана војвода је наредио да се дотични официри ухапсе, а трећи батаљон повуче у резерву и дотадашњи комадни кадар замени новим. Такође је издао наредбу својим командантима да влада и Врховна команда предузимају све мере да се трупе поштеде великих губитака и напора. У исто време обилазио је болеснике, рањенике и трупе на фронту и подизао војсци борбени морал.
Врховна команда је 16. јуна, оштро укорила команданта Шумадијске дивизије пуковника Живка Павловића и он је упућен за војног аташеа у Атини, али не на предлог војводе Степановића, већ изгледа због сумње да је наклоњен „црнорукцима“. У току лета смењена су још четири официра на високим положајима у Другој армији: пуковници Добросав Павловић, Радован Обрадовић и Војислав Михаиловић, заједно са генералом Љубомиром Милићем. После ове смене постављени су нови команданти на исте дужности, пуковници Миливоје Зечевић, Петар Мишић и Милош Михаиловић. У исто време одржан је и Солунски процес који је пољуљао углед војводин, јер је Врховна команда мислила да је наводно био „снажан ослонац“ организацији „Црна рука“. Међутим иако лојалан круни и династији, о војводи су испредане интриге и чињени су покушаји око његовог уклањања из службе. Убрзо се у Другој армији сазнало за писмо у којем се Врховна команда обраћа војводи да ако је уморан може да преда свој положај и оде на одмор. Степа је лаконски одбио ту понуду речима:
Потпуно сам здрав и способан да командујем армијом.
Највећи део времена војвода Степа је на Солунском фронту провео у једном малом забаченом планинском селу Тресини, недалеко од пута који из Вертекопа води ка Добром пољу. На том месту се налазио штаб Друге армије од априла 1917. до августа 1918. године. Крајем 1917. Врховна команда је послала у Другу армију велики број добровољаца из аустроугарских крајева насељених Србима и другим јужнословенским народима који су дошли на Солунски фронт да ратују на страни савезника. Попуњавањем новим добровољцима из целог света, Америке, Русије, чета са добровољцима из јужнословенских крајева је временом прерасла у батаљон, бригаду и на крају у дивизију. Дивизија је почетком 1918. названа Југословенска јер је била образована по жељи Југословенског одбора. Вардарска дивизија је расформирана и њен састав је ушао у састав Југословенске дивизије и коначно она је ушла у састав Друге армије. У пролеће 1918. ова дивизија је преузела фронт бивше Вардарске дивизије на правцу Соко-Добро поље, на којем је остала до почетка септембарске савезничке офанзиве 1918. године.
Нова 1918. донела је нове промене у распореду снага Централних сила и Антанте. После победе октобарске социјалистичке револуције и изласка Русије из рата, Немци су могли да пребаце своје слободне дивизије са источног фронта и по први пут од почетка рата да остваре надмоћ у броју дивизија на западном фронту. Главни разлог је била очекиван долазак нових савезника САД који су своје трупе обучавали на западној обали Атлантика и који би почетком 1919. године, прешли у офанзиву и рат окончали у своју корист. О свему овоме обавештена је и Српска Врховна команда. Друга армија је у том периоду извршила одређен низ мањих операција на свом фронту, при чему се посебно истакла новоформирана Југословенска дивизија. Француске трупе ојачане Грчким снагама, са својом снажном артиљеријом нападала је бугарске положаје код Скра ди Легена. Посматрајући са осматрачнице на Паику командант штаба Друге армије пуковник Војислав Живановић импресиониран дејством нових топова рекао је:
Када би нам савезници дали овакву и оволику артиљерију, ми бисмо заузели Добро поље.
На ову реченицу престолонаследник је запитао војводу:
Делите ли и Ви, господине војводо, мишљење вашег начелника штаба?
Степа је након краћег размишљања одговорио мерећи сваку реч:
Да! И ја тако мислим. Само би ми требало да имам бар још једну дивизију у резерви.
Дана 16. јуна, Врховна команда издала је налог команданту Друге армије да полако темељно припрема стратегију за напад на Добро поље. Војвода је пуних две недеље радио на припреми и прорачуну потребних снага и средстава за успешно извршење офанзиве. У међувремену замењени су команданти француских снага, у Париз је отишао генерал Гијом, а постављен је нови генерал Франше д'Епере (касније једини инострани почасни југословенски војвода). Приликом одласка генерал Гијом је оставио своје извештаје генералу д'Епереу, по којим би требало да се припреми предстојећа офанзива правцем Добро поље — Скопље и даље на север, која би се развијала у кооперацији са противофанзивом савезничких армија на западном фронту. У међувремену за новог начелника штаба српске Врховне команде именован је војвода Живојин Мишић уместо генерала Петра Бојовића. Генерал Бојовић је у априлу поднео оставку због сукоба са француским генералом Гијомом јер је одбио његов захтев да се српски фронт прошири у луку Црне реке, па је по својој личној жељи постављен за команданта Прве армије. Након одласка Гијома и доласка д'Епереа нормализују се односи између две високе команде. На позив регента Александра, генерал д' Епере је 29. и 30. јуна обишао српски фронт и на терену се упознао са пројектима српске Врховне команде. У штабу Прве армије на Јелаку одржано је завршно конферисање са српским генералима.

„Даћемо вам све што вам треба и својски ћемо вас помагати.“

Луј Франше д' Епере 
Пошто је утврђено да се изврши план пробоја преко положаја Друге армије, генерал д' Епере је одлучио да добар део својих снага стави на располагање српској Врховној команди. Војвода Степа је чувши одговор д' Епереа затражио од Француза да се Другој армији упуте следећа појачања: у артиљерији (12 батерија дугачких калибра 155 mm, 14 батерија кратких топова 155 mm „Шнајдер“ и две батерије рововских оруђа од 175 mm са по 6 цеви), у пешадији (три пука за појачање дивизија прве линије и две комплетне дивизије у резерви за искоришћавање успеха тј. укупно око три дивизије пешадије). Такође је затражио да у току напада дејствује и француска авио-ескадрила по непријатељу бомбардовањем позадине и сталним извиђањем. Врховна команда је прихватила захтеве Друге армије и уз њих додала захтеве и Прве армије да се и она ојача са још једном дивизијом и тешком артиљеријом. С тим пројектима војвода Мишић је отишао код генерала д' Епереа који је прихватио српске предлоге уз услов да се француске трупе распореде у Другу армију код војводе Степановића. Поред обећане помоћи генерал д' Епере је и Првој и Другој армији српске војске доделио још 12 дугачких топова калибра 240 mm, 18 цеви рововских оруђа, 2 батерије кратких топова калибра 155 mm. Уз то д' Епере је обећао да ће ставити на располагање српским снагама и што је могуће више авиона, бацача пламена, радничке одреде и известан број специјалиста. На састанку војводе Мишића и генерала д' Епереа од 3. до 7. јула у Солуну утврђене су све важније појединости предстојеће офанзиве, те је главни командант израдио пројекат плана операције.
Припреме за офанзиву трајале су пуна два месеца. Пошто су за пробој непријатељевог фронта релативно мале ширине биле предвиђене веома јаке снаге и огромне количине муниције и другог ратног материјала, пред свим командама и њиховим органима налазили су се до тада непознати, врло крупни задаци. Наиме, требало је све унапред предвидети, прорачунати и најрационалније употребити. У тим околностима најпотпуније је дошло до изражаја Степино огромно искуство и она његова пословична методичност, сигурност у предвиђању и тачност у раду. Гледајући на трупу као извршиоца свих планова, он је упорно захтевао да се не окасни са израдом планова и друге борбене документације, да би трупа имала што више времена да што квалитетније и на време изврши постављене задатке. Степа је чак у неколико наврата улазио у препирку с Врховном командом због задоцњења неких основних наређења, као и због честих измена и допуна у већ издатим наређењима — јер је то, како је он с разлогом истицао, изазивало пометњу и колебање у раду јединица. Највише се расправљало о методу пробоја фронта. Имајући у виду јачину непријатељеве одбране, војвода Степановић је планирао пробој по систему методичног напада. Дана 18. августа, генерал д'Епере је издао посебну веома опширну наредбу у којој је изнео своје погледе на ток пробоја, са захтевом да се упутство Друге армије за извршење напада измени. На ове захтеве војвода Степа је и даље остајао при својим ставовима. Војвода Мишић је у целини подржао наредбу главног команданта. После тога војвода Степановић је морао да изради нови план напада своје армије, који је био готов тек 30. августа. Припреме за почетак напада завршене су до почетка септембра. Међутим, енглеска и италијанска влада непрекидно су одбијале да дају сагласност за почетак офанзиве. Оне су се залагале да се дипломатским преговорима и уз одговарајуће уступке Бугарска наведе на сепаратни мир. Оваквом ставу супротставиле су се владе Србије и Француске. Најзад после дугих преговора одлучено је да се напад реализује 11. септембра. Такође је одређен термин за почетка напада савезника. Артиљеријска припрема имала је да почне на целом солунском фронту 14. септембра, а напад пешадије: за Србе — 15. септембра, за Енглезе и Грке — 18. септембра, а за Француску источну армију — 24. септембра.
11. и 12. септембра све француске јединице додељене за ојачање Друге армије ушле су у њен састав. Тринаестог септембра увече свим јединицама је прочитана наредба Врховне команде о предстојећој офанзиви. У зору 14. септембра, савезничке батерије отвориле су ватру на бугарске положаје. Артиљеријска ватра је трајала цео дан и целу наредну ноћ. Њена највећа жестина достигла је врхунац 15. септембра ујутру испред српске Друге армије на одсеку Соко—Ветерник. Војвода Степа је пратио развој напада са своје осматрачнице и све до 11,40 часова није налазио за потребно да подстиче команданте дивизија да убрзавају акцију, јер се напад Шумадијске дивизије развијао успешно преко сваког очекивања, док су команданти француских дивизија слали извештаје да предузимају најенергичније мере да прошире почетне успехе. Међутим војвода је око поднева постао узнемирен због тапкања у месту француских дивизија на главном правцу напада. Око 11,40 упутио је наређење француским генералима да овладају задатим циљем, али и после тог наређења, мада су чиниле очајничке покушаје да крену напред француске трупе су остале у месту. Како је ситуација постала критична био је доведен у питање цео пробој. У 14,10 часова војвода Степа је наредио команданту Шумадијске дивизије да из састава своје резерве упути један одред са брдском батеријом у правцу Борове чуке и да исту заузме у циљу олакшавања даљег рада 17. француске дивизије. Међутим, није било изгледа да ће 17. дивизија ни после пада Борове чуке и Обле чуке моћи да изврши задатак. После овога војвода је одлучио да у борбу уведе Тимочку и Југословенску дивизију, да оне доврше пробој. Тек пошто су после 20,30 часова стигле две чете из дивизијске резерве уз сарадњу Дринске дивизије, извршен је пробој и освајање Сокола. После пада Козјака и Козјачке косе, Југословенска дивизија је упутила своју Југословенску бригаду да заузме Кучков камен. На тај начин Друга армија је у току 17. септембра, разбила бугарску 3. дивизију и сва пристигла појачања, натеравши је да се у нереду повлачи ка Конопишту.
У току 19. септембра, Друга армија избила је на Вардар, на простор између Црне реке и реке Велице, чиме је извршен потпуни пробој Солунског фронта и задобијена победа. Да би убрзала напредовање Друге армије, Врховна команда је наредила да коњичка дивизија изађе из састава Прве армије и да се 18. септембра увече прикупи код села Рождена и стави под команду Друге армије. Коњичка дивизија у садејству с левом колоном Југословенске дивизије, успела је да савлада отпор непријатеља испред Кавадара, да ослободи Кавадарце и Демир Капију. Десна колона Југословенске дивизије споро је наступала услед јаког отпора непријатеља, док је Тимочка дивизија савлађујући отпор обе колоне некако успела да се пробије на задате положаје. Продор према Вардару имао је врло великог стратешког значаја. Тим поводом генерал Франш д'Епере послао је телеграм српској Врховној команди у коме је упутио честитање, посебно истичући успех Друге армије од 19. септембра. После продора српске војске између Црне и Вардара 20. септембра, непријатељ се дао у повлачење. Дана 21. септембра, савезничка Главна команда је издала саопштење у коме је речено да су српске трупе избиле на Вардар. У том периоду војвода је послао свој извештај Врховној команди у коме каже:
Фронт је стратегијски пробијен. Врло недовољна активност савезничких трупа на десном боку армије успоравала је брже надирање, нарочито Тимочке дивизије.
У току 22. и 23. септембра, по наређењу војводе Степе, биле су пребачене знатне снаге преко Вардара. У току наредне ноћи и у раним јутарњим сатима 24. септембра пребачене су на леву обалу комплетне дивизије (Коњичка, Југословенска и Тимочка), док су Шумадијска и 17. колонијална остале на десној обали. Друга армија је затим, у садејству са Коњичком дивизијом, упућена преко Штипа на Софију. После ослобођења Кочана и Радовишта, Друга армија је од 27. до 29. септембра ослободила Царево Село и избила на бугарску границу. 30. септембра, страхујући од одмазде српске војске за злочине који су починили на српској земљи Бугари су пристали на све услове савезничког примирја. Тиме је рат са Бугарском био завршен. За ову огромну победу највећи део терета је поднела Друга армија, која је својом силином била решена да гони бугаре до Софије. Тиме су такође биле завршене борбе у Македонији после четири дуге године. Поводом српских победа огласили су се Енглеске новине, Манчестер Гардијан и Лондонски Тајмс.

„Победе које је српска Друга армија извојевала на Церу и на Солунском фронту, дају војводи Степи Степановићу да буде стављен у ред великих ратних војсковођа.“

Манчестер Гардијан
По излажењу Бугарске из рата, Друга армија је са границе упућена ка Црној Гори и Босни, преко Косова. Врховна команда је још 1. октобра, наредила војводи да из своје армије издвоји једна пук са батеријом и вод коњаника и да их упути у Скопље. Пошто је задат првац напредовања у наредном периоду војвода Мишић је у посебном упутству изричито захтевао да се приликом заузимања Црне Горе ни на који начин не улази у сукоб са црногорским народом. Такође је наређено да се не улази у сукоб ни са албанским становништвом у Албанији. Њене јединице ушле су у Скадар 30. октобра, а до средине новембра и у Цетиње, Сарајево, Котор и Дубровник. Након пада Ниша у Црној Гори је избио оружани устанак. Не знајући за њега аустроугарске трупе стациониране у Албанији нису могле да се повуку правцем преко Црне Горе, јер су их устаници присилили да се под отежаним условима повлаче дуж Јадранске обале. 30. октобра капитулирала је Турска. За то време трупе Друге армије гониле су непријатеља према Дрини. Тимочка дивизија ослободила је Ужице и наставила напредовање према Вишеграду. Новоформирани Новопазарски одред је ослободио Пријепоље и Нову Варош гонећи непријатеља према Прибоју. Шумадијска дивизија је ослободила Чачак. Заједно са овом дивизијом стигао је војвода, пронашавши своју породицу. У више наврата док је био на Солунском фронту до војводе су стизали гласови да му је породица страдала, а у истом периоду и његова породица је слушала свакојаке гласине. Чак се пронео лажан глас да је војвода у Солунском процесу осуђен и стрељан што био велики ударац за његову породицу. Но Степа је, издајући наређења за ново груписање армије у ишчекивању борби на реци Дрини.
У том периоду почела се распадати Аустроугарска, прво је независност прогласила Чехословачка, затим је одржан и Хрватски сабор који је прекинуо државно правне везе са Аустроугарском монархијом. Покрајинске владе су пожуривале српску Врховну команду да окупира територије насељене Југословенима пре него што то учине Италијани којима су оне обећане Лондонским уговором. Босанска влада је упутила делегацију на преговоре са Другом армијом да са својим трупама пређу Дрину. Извештавајући Врховну команду 5. новембра, војвода је формирао нови Сарајевски одред под командом пуковника Живана Ранковића, а 6. новембра тај одред је ушао у Сарајево. Дана 4. новембра, капитулирала је Аустроугарска, а седам дана касније и Немачка. Међутим 1. новембра, Мађарска је прогласила независност не признајући капитулацију, али 13. новембра по заузимању Суботице од стране српске армије, Мађарска влада је затражила засебно примирје. То је био крај рата. Од свих држава савезница Србија је поднела у овом рату највеће жртве, изгубила је 600.000 војника и око 28% цивила.

## Службовање у Краљевини СХС (1918—1920)
Војвода Степа је 17. новембра 1918. посетио Сарајево које је његова армија ослободила, том приликом приређен му је величанствен дочек. Међутим он то од Сарајлија није ни очекивао па га је то у неку руку гануло. По доласку у Сарајево, домаћини су одвели војводу у дворац у коме су за њега биле резервисане одаје у којима су некада становали османски везири, а доцније аустроугарски гувернери Босне и Херцеговине. Ушавши у ове сјајне и раскошне одаје војвода је рекао:
Децо, децо, није то за мене. Пустите ви мене да ја сам нађем себи собу у овој кући.
Са својим штабом сместио у помоћној згради поред дворца. Децембра 1918, као командант Друге армије, Степа Степановић је заузимао дужност команданта новообразоване Друге армијске области у Сарајеву. За то кратко време задобио је како због славне прошлости тако и због карактеристичне скромности и једноставности у животу и опхођењу, симпатије становника како главног града тако и целе Босне и Херцеговине. По доласку у Сарајево војвода се као и обично посветио командним дужностима. Такође је често контактирао са председником општине Аристотелом Петровићем, песником Алексом Шантићем и другима. Шантић је у знак поштовања и пријатељства испевао песму којој је дао наслов "Поздрав војводи Степи". У Сарајеву је први и једини пут дао интервју за "Народно јединство" јер је и сам избегавао разговоре са новинарима. На интервју се одлучио после молбе Милана Ћуковића, уредника листа који је путем његовог ађутанта обавестио војводу да је лист у интересу нове државне заједнице и патриотски. То је деловало на војводу и он је пристао на разговор. Интервју је објављен 25. новембра па су га затим пренели и други листови. Цео интервју се односио на Степине успомене из рата. На питање како мисли да ће се уредити нова држава, Степа се најпре оградио рекавши да није политичар и да је то ствар владе и политичара, а да се он нада да ће нова држава бити уређена на темељу Крфске декларације и на демократској основи.

„Нарочито наглашавам да Србија улази у ту државу без икаквих претензија на првенство, без икакве намере да води хегемонију.“

Војвода Степа Степановић у интервјуу за „Народно јединство"
Своје службовање у Сарајеву стари војвода ипак обављао са доста напора. После 43 године тешке војничке службе и учешћа у шест ратова у периоду од 11 година на фронту, његова је снага била исцрпљена. Здравље је почело да га попушта. У разговору са једном делегацијом говорећи о себи рекао је:
Мало је смртника којима је суђено да дочекају плодове жртава и угледају остварене вековне снове.
Почетком марта 1919. године војвода је молио Врховну команду да му одобри двомесечну поштеду ради опорављања код своје куће у Чачку, с образложењем да би поштеду прекинуо уколико би важни послови то захтевали. Врховна команда му је изашла у сусрет, и он је 4. априла отишао у Чачак. Поштеду је прекинуо после месец и по дана и вратио се у Сарајево. Преостали део одмора искористио је од 4. до 16. јуна. Но у јесен се дефинитивно повукао на мало дужи одмор, а већ 2. новембра 1919. је поднео рапорт да се разреши дужности команданта. После неколико дана из Београда је стигао одговор:
С обзиром на општу ситуацију, врховни командант жели да вашу смену одложите за један месец.
Стари војвода је одговорио:
Повинујем се безусловно жељи врховног команданта, али молим да се има у виду да ми је здравље тако поремећено да с највећим напрезањем не могу да постигнем успехе у пословима како сам навикао да отправљам, па ми то погоршава стање.
Најзад, 12. новембра, изашао је указ којим се војвода Степа Степановић разрешава дужности и ставља на располагање Министарству војске и морнарице. Пензионисан је 1920. године. Одмах после тога војвода је предао дужност и изненада отишао у Чачак. По одласку војводе из Сарајева, градска влада је одлучила да Степи додели признање почасног грађанина. Изасланици су стигли у Чачак 5. фебруара 1920. године. Сутрадан у пратњи председника општине и среског начелника посетили су војводу у његовом дому. Војвода их је љубазно примио. Цео сусрет је протекао у срдачном расположењу. Предајући диплому војводи, Стево Марковић је одржао кратак говор у којем је набројао места и славне битке Степине Друге армије наглашавајући да је после силних окршаја и великих жртава прешао крвав пут Балкана и са својим јунацима стигао у Сарајево доносећи својој браћи слободу и национално уједињење. Војвода Степа је на овај говор одговорио да је срећан што је доживео остварење вековних тежњи народа да створе заједничку државу. Своје госте је оставио на ручку. Гости су зачуђено питали шта му се десило са кућом, на шта је војвода одговорио да је то последица рата и да је све уништено и развучено. Када су га запитали када ће посетити Сарајево, војвода је рекао да хоће „мало да одмара и дембелише“.

## Последње године (1920—1929)
По изласку из активне војне службе Степа је живео у Чачку. У Београд је одлазио кад је морао на позив врховног команданта и његових ратних сабораца. У прво време је највећи период проводио са својим унучићима у башти. Неговао је воће и цвеће. Са Солунског фронта је донео ратни сто на расклапање и сместио га у хлад баште где је често време проводио сам.
Никоме није одлазио у посету и ретко кога је примао. Оне које је примио дочекао је домаћински, срдачно и гостољубиво. Доста времена је проводио у шетњи крај Западне Мораве. У шетњу је увек одлазио у скромној одећи, а људи који су га сретали поздрављали су га, међутим он није отпоздрављао никог. Но ускоро болест је почела да узима Степино здравље.
За време политичке кризе 1924. године у Краљевини СХС, краљ Александар I му је понудио мандат за састав владе као нестраначкој личности што је војвода Степа у начелу прихватио. Касније је ту понуду одбио због здравственог стања. Већ 1924. осећао се толико лоше да није био у стању да отпутује на Цер да узме учешће у прослави десетогодишњице церске победе која га је прославила и присуствује откривању споменика палим борцима Друге армије. Пошто није дошао на прославу, почеле су да круже интриге које су овај догађај окарактерисали да је стари војвода пао у немилост новог режима и да је његова болест измишљена да би се јавност заварала.
 Чим је почео да оболева његов лични доктор Драго Мирковић је наговарао Степу да се прегледа и лечи, али он је то одбио.
У августу 1924. почео је мислити да себи сазида гробницу. Неколико пута је шетао чачанским гробљем тражећи згодно место са кога се протеже леп поглед и видик. Навикнут као командант да посматра околину са највише тачке, он је изабрао најиздигнутије место у гробљу и ту му је саграђена гробница. Док је прављена гробница Степа је често одлазио и седео поред новог гроба, а када је гробница била завршена каменорезац је у споменик утиснуо славна места победа Друге армије на шта се Степа наљутио али је било прекасно.
У политичком животу Степа није хтео да учествује. Једино је учествовао у раду Народне одбране, организације која је имала за циљ да окупља народ на патриотској основи, што га је изузетно радовало. Радећи онако како је навикао у војсци, он је у Народну одбрану унео активност, посао је кренуо и пододбори су почели да ничу широм Југославије. Међутим, чим је приметио 1926. године да организација поприма политичке претензије поднео је оставку. И тек након интервенције његових сарадника и убеђења да организација неће постати политичка партија пристао је да отпутује у Београд на конгрес Народне одбране. На путу за Београд кад су правили паузу на Руднику, војвода се присетио свог саборца и команданта из рата војводе Путника. Почео је да прича како је војвода Путник генералштабне правилнике туда изводио на терен. Често је понављао да је војвода Путник био његов учитељ и командант, младалачки усхићен и без трунке зависти. По доласку на конгрес, делегати су га због заслуга за организацију "Народна одбрана", прогласила за доживотног председника.
Након овога Степа је изашао на говорницу и изговорио:
Из, народа сам поникао; он ме је начинио овим што сам; морам се покоравати његовој вољи и служити му до последњег даха.
Почетком 1928. године саопштили су му да ће се наредни конгрес одржати у Сарајеву, што га је веома обрадовало. Напоменуо је да се конгрес одржава сваке друге године у другом месту. Обећао је да ће доћи али је био спречен. Средином 1928. почео је значајније да оболева. Болест га је приковала за постељу осам месеци. Старост и ратни напори исцрпли су његов организам. Тек кад је болест узела маха пристао је на наговор породице да га прегледају лекари, међутим већ је болест узела маха да се није могао померати. Пре смрти предвидео је све што је требало за сахрану. Од своје скромне војводске плате за време службе уштедео је колико је мислио да ће бити потребно за погреб. Кад је осетио да му се ближи крај, предао је својој супрузи два замотуљка са новцем: у једном је био новац за сахрану, а други је био за њу и њен даљи живот. Затим је одредио униформу коју ће обући и одабрао ордење које ће ставити на униформу. На крају је рекао да се сабља коју је добио на дар од својих официра као командант 6. пука 1898. године, положи на његов ковчег.
Војвода Степан И. Степановић је преминуо 27. априла 1929. године у 10,30 часова пре подне. Пред саму смрт покушао је да се покрене и да нешто каже. Напрегнувши сву своју снагу, изустио је својим ситним и слабашним гласом две речи:
Полазите напред.
Глас о смрти војводе Степе Степановића ожалостио је читаву земљу. Жалост је била искрена и дубока. У многим домовима борби Друге армије прекаљени ратници су плакали за својим командантом. На хиљаде телеграма је стигло у Чачак и Београд, у којима су људи разних занимања и узраста изражавали бол за преминулим војводом.
Дан након смрти Војводе Степе Степановића, на иницијативу Народне одбране, одржан је збор више од 200 грађана Чачка, у сали хотела Крен, на коме је одлучено: „Да се у граду Чачку сталном месту живљења неумрлог Војводе Степе – месту у коме је његово тело нашло вечни одмор – подигне такав споменик-дом у коме би се сместио музеј и сва културна национална витешка, хумана друштва у вароши Чачку. У том циљу да би овај спомен-дом био дело целокупног народа, збор је изабрао следећи шири Одбор за подизање споменика Војводи Степи, стављајући му у дужност да се тај одбор конституише и створи извршни одбор, који ће на се примити дужност прикупљања прилога из целе државе, како би спомен-дом био достојан имена народног великана.“ У шири одбор су ушли: велики жупан Рашке области, командант места, председник општине Чачак, др Михаило Радовић, инж. Светолик Станковић, др Витомир Говедаровић, хирург, пензионери Савко Филиповић, Миливоје Филиповић и Брана Обрадовић, трговци Раша Гавровић, Никола Николић, Драгиша Терзић, Чеда Солујић, Миодраг Васић, адвокат, гђа Војиновићка, гђа Терзићка, Владимир Војиновић, директор, и представници бројних удружења и друштава из вароши. У наредним годинама Одбор је прикупљао новац за градњу спомен-дома, али је велика економска криза условила да се прикупљени новац преусмери ка новоизграђеној школи која је добила име „Државна народна школа Војвода Степа у Чачку“ (4. јануар 1937). Данас је то ОШ „Милица Павловић“.
29. априла 1929. године на основу наредбе великог жупана Рашке области формиран је одбор за сахрану Војводе Степе. Утврђена је путања погребне поворке, која је ишла улицама: Господар Јованова, Краља Милана, Велики пијац, Кнез Михаила, Мале Пијаце и Обилићева до гробља.

### Сахрана
Сахрана је одржана 30. априла 1929. године, а њој су присуствовали краљ Александар I Карађорђевић, чланови краљевске владе, официрског кора, ратни другови, делегације савезничких земаља, породица, патријарх српски Димитрије, владика жички Јефрем Бојовић (брат војводе Петра Бојовића) са свештенством и неколико хиљада грађана. То је уједно био највећи јавни скуп у Чачку између два светска рата, како по броју учесника, тако и по друштвеном угледу и значају присутних на сахрани. Школе нису радиле, све радње у вароши тога дана биле су затворене од 12 часова па све до краја сахране, предузете су посебне мере безбедности. Сопственици радњи и грађани су били обавезни и да „пазе и мотре о томе: ко све и са каквим циљем у њиховим кућама, радњама, зградама и двориштима буде долазио или се бавио за време сахране“. У вароши су биле истакнуте државне заставе и црне заставе у знак жалости за великим војсковођом. Погребна поворка је од цркве до гробља организовано, пешке, неколико сати пролазила кроз град док су варош надлетали авиони.
Домаћа штампа и велики светски листови донели су опширне некрологе. Страна штампа га је описала као националног јунака српског народа и уврстила га у ред највећих војсковођа Првог светског рата. Тако је војвода Степа Степановић као велики војсковођа, заједно са његовом славом овековеченом Другом армијом, ушао у историју свог народа.
Његов споменик је заслугом вандала оскрнављен септембра 2012. године када је откинут украсни ловоров венац од месинга. Накнадно је урађена реплика и постављена поново на споменик.

## У његову част
Осим споменика у Чачку, у Београду главна улица на Вождовцу носи његово име, у родном Кумодражу подигнут је споменик и основна школа добила је његово име. Село Марин Мајур код Новог Сада од 1927. зове се Степановићево, једно село у Банату, близу српско-румунске границе, у општини Нова Црња, носи име Војвода Степа. По њему се зову ОШ „Војвода Степа” Београд и ОШ „Степа Степановић” Горња Горевница.
Српски песник Алекса Шантић је близу Мостара 1919. у његову част написао песму „Војводи Степи“. У Дому војске Србије у Београду се од 15. јануара 2016. године налази његова биста.

## Унапређење у чинове[г]
| Питомац Каплар     | Питомац Поднаредник | Питомац Наредник | Потпоручник        | Поручник          | Капетан Друге класе |
| ------------------ | ------------------- | ---------------- | ------------------ | ----------------- | ------------------- |
|                    |                     |                  |                    |                   |                     |
| 6. септембар 1875. | 4. мај 1876.        | 1. јун 1876.     | 10. децембар 1876. | 20. октобар 1882. | 22. фебруар 1887.   |

| Капетан Прве класе | Мајор           | Потпуковник     | Пуковник       | Генерал       | Војвода          |
| ------------------ | --------------- | --------------- | -------------- | ------------- | ---------------- |
|                    |                 |                 |                |               |                  |
| 1. јануар 1891.    | 26. април 1893. | 29. април 1897. | 6. април 1901. | 29. јун 1907. | 20. август 1914. |

## Одликовања

### Домаћа одликовања
- Орден Карађорђеве звезде са мачевима 1, 2, 3 и 4. реда
- Орден Карађорђеве звезде 3. и 4. реда
- Орден белог орла са мачевима 3. реда
- Орден белог орла 3. и 4. реда
- Орден Таковског крста 2, 3. и 4. реда
- Орден Таковског крста са мачевима 5. реда
- Орден Светог Саве 1. реда
- Златна медаља за храброст
- Сребрна медаља за храброст
- Медаља краља Петра I
- Медаља за војничке врлине
- Споменице за Српско-турске ратове 1876—1878.
- Споменица за Српско-бугарски рат 1885—1886.
- Споменица за ослобођено Косово 1912.
- Спомен-крст 1913.
- Споменица на Први светски рат 1914—1918.
- Албанска споменица

### Инострана одликовања
- Орден Светог Спаситеља 1. реда, Грчка
- Орден Купатила 2. и 3. реда, Енглеска
- Орден Италијанске круне 1. реда, Италија
- Орден Светог Ђорђа 4. реда, Русија
- Орден Светог Станислава са мачевима 3. реда, Русија
- Орден Светог Станислава 1. реда, Русија
- Орден Данила I 1. реда, Црна Гора
- Орден Легије части 4. реда, Француска
- Медаља за храброст, Енглеска
- Медаља Милоша Обилића, Црна Гора

## Галерија
- Споменик Војводи Степи Степановићу у Кумодражу
- Биста на Церу
- Музеј Церске битке
- Спомен плоча на Церу
- Споменик Војводи Степи Степановићу у Чачку
- Споменик у Чачку
- Породична гробница на градском гробљу у Чачку бочна страна

## Занимљивости
- Био је мало нижи од краља Александра I Карађорђевића,[75] што значи да је имао нешто испод 1,74m.[ђ]